# Llista d'asteroides (308001-309000)
Llista d'asteroides del 308.001 al 309.000, amb data de descoberta i descobridor. És un fragment de la llista d'asteroides completa. Als asteroides se'ls dona un número quan es confirma la seva òrbita, per tant apareixen llistats aproximadament segons la data de descobriment.

## 308001-308100
| Nom    | Designació provisional | Data de descobriment   | Lloc de descobriment | Descobridor/s             |
| ------ | ---------------------- | ---------------------- | -------------------- | ------------------------- |
| 308001 | 2004 RS102             | 8 de setembre de 2004  | Socorro              | LINEAR                    |
| 308002 | 2004 RY104             | 8 de setembre de 2004  | Palomar              | NEAT                      |
| 308003 | 2004 RM108             | 9 de setembre de 2004  | Kitt Peak            | Spacewatch                |
| 308004 | 2004 RT110             | 11 de setembre de 2004 | Socorro              | LINEAR                    |
| 308005 | 2004 RV117             | 7 de setembre de 2004  | Kitt Peak            | Spacewatch                |
| 308006 | 2004 RL137             | 8 de setembre de 2004  | Socorro              | LINEAR                    |
| 308007 | 2004 RS138             | 8 de setembre de 2004  | Palomar              | NEAT                      |
| 308008 | 2004 RN150             | 9 de setembre de 2004  | Socorro              | LINEAR                    |
| 308009 | 2004 RX153             | 10 de setembre de 2004 | Socorro              | LINEAR                    |
| 308010 | 2004 RE185             | 10 de setembre de 2004 | Socorro              | LINEAR                    |
| 308011 | 2004 RQ186             | 10 de setembre de 2004 | Socorro              | LINEAR                    |
| 308012 | 2004 RD195             | 10 de setembre de 2004 | Socorro              | LINEAR                    |
| 308013 | 2004 RG197             | 10 de setembre de 2004 | Socorro              | LINEAR                    |
| 308014 | 2004 RH197             | 10 de setembre de 2004 | Socorro              | LINEAR                    |
| 308015 | 2004 RY210             | 11 de setembre de 2004 | Socorro              | LINEAR                    |
| 308016 | 2004 RW213             | 11 de setembre de 2004 | Socorro              | LINEAR                    |
| 308017 | 2004 RJ218             | 11 de setembre de 2004 | Socorro              | LINEAR                    |
| 308018 | 2004 RA219             | 11 de setembre de 2004 | Socorro              | LINEAR                    |
| 308019 | 2004 RA221             | 11 de setembre de 2004 | Socorro              | LINEAR                    |
| 308020 | 2004 RM222             | 13 de setembre de 2004 | Socorro              | LINEAR                    |
| 308021 | 2004 RU226             | 9 de setembre de 2004  | Socorro              | LINEAR                    |
| 308022 | 2004 RU232             | 9 de setembre de 2004  | Kitt Peak            | Spacewatch                |
| 308023 | 2004 RK254             | 6 de setembre de 2004  | Palomar              | NEAT                      |
| 308024 | 2004 RU255             | 6 de setembre de 2004  | Palomar              | NEAT                      |
| 308025 | 2004 RB271             | 11 de setembre de 2004 | Kitt Peak            | Spacewatch                |
| 308026 | 2004 RF279             | 15 de setembre de 2004 | Kitt Peak            | Spacewatch                |
| 308027 | 2004 RG322             | 13 de setembre de 2004 | Socorro              | LINEAR                    |
| 308028 | 2004 RF328             | 15 de setembre de 2004 | Kitt Peak            | Spacewatch                |
| 308029 | 2004 RO346             | 10 de setembre de 2004 | Socorro              | LINEAR                    |
| 308030 | 2004 SD4               | 17 de setembre de 2004 | Kitt Peak            | Spacewatch                |
| 308031 | 2004 SH5               | 19 de setembre de 2004 | CBA-East             | D. Skillman               |
| 308032 | 2004 SN11              | 16 de setembre de 2004 | Siding Spring        | Siding Spring Survey      |
| 308033 | 2004 SO29              | 17 de setembre de 2004 | Socorro              | LINEAR                    |
| 308034 | 2004 SP30              | 17 de setembre de 2004 | Socorro              | LINEAR                    |
| 308035 | 2004 SV31              | 17 de setembre de 2004 | Socorro              | LINEAR                    |
| 308036 | 2004 SZ32              | 17 de setembre de 2004 | Socorro              | LINEAR                    |
| 308037 | 2004 ST33              | 17 de setembre de 2004 | Socorro              | LINEAR                    |
| 308038 | 2004 SJ43              | 18 de setembre de 2004 | Socorro              | LINEAR                    |
| 308039 | 2004 SA44              | 18 de setembre de 2004 | Socorro              | LINEAR                    |
| 308040 | 2004 SA61              | 18 de setembre de 2004 | Socorro              | LINEAR                    |
| 308041 | 2004 TN                | 4 d'octubre de 2004    | Kitt Peak            | Spacewatch                |
| 308042 | 2004 TV8               | 5 d'octubre de 2004    | Anderson Mesa        | LONEOS                    |
| 308043 | 2004 TH10              | 8 d'octubre de 2004    | Socorro              | LINEAR                    |
| 308044 | 2004 TZ15              | 10 d'octubre de 2004   | Socorro              | LINEAR                    |
| 308045 | 2004 TN17              | 6 d'octubre de 2004    | Palomar              | NEAT                      |
| 308046 | 2004 TX17              | 12 d'octubre de 2004   | Moletai              | K. Cernis, J. Zdanavicius |
| 308047 | 2004 TA25              | 4 d'octubre de 2004    | Kitt Peak            | Spacewatch                |
| 308048 | 2004 TV35              | 4 d'octubre de 2004    | Kitt Peak            | Spacewatch                |
| 308049 | 2004 TO36              | 4 d'octubre de 2004    | Kitt Peak            | Spacewatch                |
| 308050 | 2004 TS37              | 4 d'octubre de 2004    | Kitt Peak            | Spacewatch                |
| 308051 | 2004 TP39              | 4 d'octubre de 2004    | Kitt Peak            | Spacewatch                |
| 308052 | 2004 TZ46              | 4 d'octubre de 2004    | Kitt Peak            | Spacewatch                |
| 308053 | 2004 TD51              | 4 d'octubre de 2004    | Kitt Peak            | Spacewatch                |
| 308054 | 2004 TQ63              | 5 d'octubre de 2004    | Kitt Peak            | Spacewatch                |
| 308055 | 2004 TV68              | 5 d'octubre de 2004    | Anderson Mesa        | LONEOS                    |
| 308056 | 2004 TX91              | 5 d'octubre de 2004    | Kitt Peak            | Spacewatch                |
| 308057 | 2004 TK102             | 6 d'octubre de 2004    | Kitt Peak            | Spacewatch                |
| 308058 | 2004 TW116             | 4 d'octubre de 2004    | Anderson Mesa        | LONEOS                    |
| 308059 | 2004 TZ119             | 6 d'octubre de 2004    | Palomar              | NEAT                      |
| 308060 | 2004 TX134             | 15 d'agost de 2004     | Siding Spring        | Siding Spring Survey      |
| 308061 | 2004 TL147             | 6 d'octubre de 2004    | Kitt Peak            | Spacewatch                |
| 308062 | 2004 TS147             | 6 d'octubre de 2004    | Kitt Peak            | Spacewatch                |
| 308063 | 2004 TV153             | 6 d'octubre de 2004    | Kitt Peak            | Spacewatch                |
| 308064 | 2004 TJ155             | 6 d'octubre de 2004    | Kitt Peak            | Spacewatch                |
| 308065 | 2004 TD158             | 6 d'octubre de 2004    | Kitt Peak            | Spacewatch                |
| 308066 | 2004 TZ159             | 6 d'octubre de 2004    | Kitt Peak            | Spacewatch                |
| 308067 | 2004 TW172             | 8 d'octubre de 2004    | Socorro              | LINEAR                    |
| 308068 | 2004 TB183             | 7 d'octubre de 2004    | Kitt Peak            | Spacewatch                |
| 308069 | 2004 TH199             | 7 d'octubre de 2004    | Kitt Peak            | Spacewatch                |
| 308070 | 2004 TE207             | 7 d'octubre de 2004    | Kitt Peak            | Spacewatch                |
| 308071 | 2004 TM208             | 7 d'octubre de 2004    | Kitt Peak            | Spacewatch                |
| 308072 | 2004 TJ211             | 8 d'octubre de 2004    | Kitt Peak            | Spacewatch                |
| 308073 | 2004 TV228             | 8 d'octubre de 2004    | Kitt Peak            | Spacewatch                |
| 308074 | 2004 TL238             | 9 d'octubre de 2004    | Anderson Mesa        | LONEOS                    |
| 308075 | 2004 TF240             | 9 d'octubre de 2004    | Kitt Peak            | Spacewatch                |
| 308076 | 2004 TX240             | 10 d'octubre de 2004   | Socorro              | LINEAR                    |
| 308077 | 2004 TF273             | 9 d'octubre de 2004    | Kitt Peak            | Spacewatch                |
| 308078 | 2004 TX280             | 10 d'octubre de 2004   | Kitt Peak            | Spacewatch                |
| 308079 | 2004 TW292             | 10 d'octubre de 2004   | Kitt Peak            | Spacewatch                |
| 308080 | 2004 TK301             | 8 d'octubre de 2004    | Anderson Mesa        | LONEOS                    |
| 308081 | 2004 TF302             | 9 d'octubre de 2004    | Anderson Mesa        | LONEOS                    |
| 308082 | 2004 TG310             | 10 d'octubre de 2004   | Socorro              | LINEAR                    |
| 308083 | 2004 UN                | 17 d'octubre de 2004   | Socorro              | LINEAR                    |
| 308084 | 2004 UF1               | 20 d'octubre de 2004   | Socorro              | LINEAR                    |
| 308085 | 2004 UP6               | 20 d'octubre de 2004   | Socorro              | LINEAR                    |
| 308086 | 2004 UM8               | 21 d'octubre de 2004   | Socorro              | LINEAR                    |
| 308087 | 2004 VJ                | 2 de novembre de 2004  | Palomar              | NEAT                      |
| 308088 | 2004 VP4               | 3 de novembre de 2004  | Palomar              | NEAT                      |
| 308089 | 2004 VT6               | 3 de novembre de 2004  | Kitt Peak            | Spacewatch                |
| 308090 | 2004 VH9               | 3 de novembre de 2004  | Catalina             | CSS                       |
| 308091 | 2004 VQ9               | 3 de novembre de 2004  | Anderson Mesa        | LONEOS                    |
| 308092 | 2004 VQ12              | 3 de novembre de 2004  | Catalina             | CSS                       |
| 308093 | 2004 VT13              | 3 de novembre de 2004  | Goodricke-Pigott     | R. A. Tucker              |
| 308094 | 2004 VD14              | 4 de novembre de 2004  | Anderson Mesa        | LONEOS                    |
| 308095 | 2004 VD21              | 18 d'octubre de 2004   | Kitt Peak            | Spacewatch                |
| 308096 | 2004 VY22              | 4 de novembre de 2004  | Catalina             | CSS                       |
| 308097 | 2004 VL26              | 4 de novembre de 2004  | Catalina             | CSS                       |
| 308098 | 2004 VF28              | 6 de novembre de 2004  | Catalina             | CSS                       |
| 308099 | 2004 VC33              | 3 de novembre de 2004  | Kitt Peak            | Spacewatch                |
| 308100 | 2004 VU39              | 4 de novembre de 2004  | Kitt Peak            | Spacewatch                |

## 308101-308200
| Nom    | Designació provisional | Data de descobriment   | Lloc de descobriment | Descobridor/s        |
| ------ | ---------------------- | ---------------------- | -------------------- | -------------------- |
| 308101 | 2004 VE52              | 4 de novembre de 2004  | Catalina             | CSS                  |
| 308102 | 2004 VG60              | 9 de novembre de 2004  | Catalina             | CSS                  |
| 308103 | 2004 VM60              | 10 de novembre de 2004 | Kitt Peak            | Spacewatch           |
| 308104 | 2004 VS70              | 4 de novembre de 2004  | Catalina             | CSS                  |
| 308105 | 2004 VC104             | 9 de novembre de 2004  | Mauna Kea            | C. Veillet           |
| 308106 | 2004 WG                | 17 de novembre de 2004 | Siding Spring        | Siding Spring Survey |
| 308107 | 2004 WT9               | 30 de novembre de 2004 | Socorro              | LINEAR               |
| 308108 | 2004 XB                | 1 de desembre de 2004  | Catalina             | CSS                  |
| 308109 | 2004 XW2               | 2 de desembre de 2004  | Catalina             | CSS                  |
| 308110 | 2004 XF4               | 1 de desembre de 2004  | Palomar              | NEAT                 |
| 308111 | 2004 XW5               | 8 de desembre de 2004  | Socorro              | LINEAR               |
| 308112 | 2004 XH15              | 8 de desembre de 2004  | Socorro              | LINEAR               |
| 308113 | 2004 XV23              | 9 de desembre de 2004  | Socorro              | LINEAR               |
| 308114 | 2004 XZ27              | 10 de desembre de 2004 | Socorro              | LINEAR               |
| 308115 | 2004 XQ51              | 10 de desembre de 2004 | Socorro              | LINEAR               |
| 308116 | 2004 XG52              | 8 de desembre de 2004  | Socorro              | LINEAR               |
| 308117 | 2004 XD61              | 10 de desembre de 2004 | Socorro              | LINEAR               |
| 308118 | 2004 XM75              | 9 de desembre de 2004  | Catalina             | CSS                  |
| 308119 | 2004 XG80              | 10 de desembre de 2004 | Socorro              | LINEAR               |
| 308120 | 2004 XL85              | 12 de desembre de 2004 | Kitt Peak            | Spacewatch           |
| 308121 | 2004 XB88              | 9 de desembre de 2004  | Catalina             | CSS                  |
| 308122 | 2004 XT88              | 10 de desembre de 2004 | Anderson Mesa        | LONEOS               |
| 308123 | 2004 XP101             | 14 de desembre de 2004 | Catalina             | CSS                  |
| 308124 | 2004 XN103             | 9 de desembre de 2004  | Socorro              | LINEAR               |
| 308125 | 2004 XX109             | 13 de desembre de 2004 | Anderson Mesa        | LONEOS               |
| 308126 | 2004 XV110             | 14 de desembre de 2004 | Catalina             | CSS                  |
| 308127 | 2004 XM130             | 14 de desembre de 2004 | Catalina             | CSS                  |
| 308128 | 2004 XK133             | 15 de desembre de 2004 | Socorro              | LINEAR               |
| 308129 | 2004 XS139             | 13 de desembre de 2004 | Kitt Peak            | Spacewatch           |
| 308130 | 2004 XY139             | 13 de desembre de 2004 | Kitt Peak            | Spacewatch           |
| 308131 | 2004 XE147             | 15 de desembre de 2004 | Socorro              | LINEAR               |
| 308132 | 2004 XS173             | 10 de desembre de 2004 | Socorro              | LINEAR               |
| 308133 | 2004 XE184             | 9 de desembre de 2004  | Kitt Peak            | Spacewatch           |
| 308134 | 2004 XN191             | 9 de desembre de 2004  | Catalina             | CSS                  |
| 308135 | 2004 YZ1               | 19 de desembre de 2004 | Socorro              | LINEAR               |
| 308136 | 2004 YY7               | 18 de desembre de 2004 | Mount Lemmon         | Mt. Lemmon Survey    |
| 308137 | 2004 YM8               | 18 de desembre de 2004 | Mount Lemmon         | Mt. Lemmon Survey    |
| 308138 | 2004 YM10              | 18 de desembre de 2004 | Mount Lemmon         | Mt. Lemmon Survey    |
| 308139 | 2004 YW23              | 18 de desembre de 2004 | Mount Lemmon         | Mt. Lemmon Survey    |
| 308140 | 2004 YT29              | 16 de desembre de 2004 | Anderson Mesa        | LONEOS               |
| 308141 | 2004 YK35              | 18 de desembre de 2004 | Mount Lemmon         | Mt. Lemmon Survey    |
| 308142 | 2005 AR2               | 6 de gener de 2005     | Catalina             | CSS                  |
| 308143 | 2005 AY2               | 6 de gener de 2005     | Socorro              | LINEAR               |
| 308144 | 2005 AR11              | 6 de gener de 2005     | Catalina             | CSS                  |
| 308145 | 2005 AU12              | 6 de gener de 2005     | Socorro              | LINEAR               |
| 308146 | 2005 AA13              | 7 de gener de 2005     | Socorro              | LINEAR               |
| 308147 | 2005 AU20              | 6 de gener de 2005     | Socorro              | LINEAR               |
| 308148 | 2005 AY29              | 8 de gener de 2005     | Campo Imperatore     | CINEOS               |
| 308149 | 2005 AK30              | 9 de gener de 2005     | Catalina             | CSS                  |
| 308150 | 2005 AA34              | 13 de gener de 2005    | Kitt Peak            | Spacewatch           |
| 308151 | 2005 AX36              | 13 de gener de 2005    | Catalina             | CSS                  |
| 308152 | 2005 AS37              | 13 de gener de 2005    | Kitt Peak            | Spacewatch           |
| 308153 | 2005 AD39              | 13 de gener de 2005    | Kitt Peak            | Spacewatch           |
| 308154 | 2005 AK39              | 13 de gener de 2005    | Socorro              | LINEAR               |
| 308155 | 2005 AK44              | 15 de gener de 2005    | Socorro              | LINEAR               |
| 308156 | 2005 AP51              | 13 de gener de 2005    | Kitt Peak            | Spacewatch           |
| 308157 | 2005 AJ57              | 15 de gener de 2005    | Kitt Peak            | Spacewatch           |
| 308158 | 2005 AY60              | 15 de gener de 2005    | Kitt Peak            | Spacewatch           |
| 308159 | 2005 AS73              | 15 de gener de 2005    | Kitt Peak            | Spacewatch           |
| 308160 | 2005 AK79              | 15 de gener de 2005    | Kitt Peak            | Spacewatch           |
| 308161 | 2005 BZ4               | 16 de gener de 2005    | Socorro              | LINEAR               |
| 308162 | 2005 BH8               | 16 de gener de 2005    | Socorro              | LINEAR               |
| 308163 | 2005 BA11              | 16 de gener de 2005    | Kitt Peak            | Spacewatch           |
| 308164 | 2005 BM17              | 16 de gener de 2005    | Kitt Peak            | Spacewatch           |
| 308165 | 2005 BB19              | 16 de gener de 2005    | Socorro              | LINEAR               |
| 308166 | 2005 BX19              | 16 de gener de 2005    | Socorro              | LINEAR               |
| 308167 | 2005 BW20              | 16 de gener de 2005    | Kitt Peak            | Spacewatch           |
| 308168 | 2005 BU21              | 16 de gener de 2005    | Kitt Peak            | Spacewatch           |
| 308169 | 2005 BF23              | 16 de gener de 2005    | Kitt Peak            | Spacewatch           |
| 308170 | 2005 BC30              | 16 de gener de 2005    | Mauna Kea            | C. Veillet           |
| 308171 | 2005 BQ41              | 16 de gener de 2005    | Mauna Kea            | C. Veillet           |
| 308172 | 2005 CH6               | 1 de febrer de 2005    | Kitt Peak            | Spacewatch           |
| 308173 | 2005 CN8               | 1 de febrer de 2005    | Catalina             | CSS                  |
| 308174 | 2005 CX12              | 2 de febrer de 2005    | Kitt Peak            | Spacewatch           |
| 308175 | 2005 CD19              | 2 de febrer de 2005    | Kitt Peak            | Spacewatch           |
| 308176 | 2005 CY20              | 2 de febrer de 2005    | Catalina             | CSS                  |
| 308177 | 2005 CJ26              | 1 de febrer de 2005    | Palomar              | NEAT                 |
| 308178 | 2005 CK26              | 1 de febrer de 2005    | Catalina             | CSS                  |
| 308179 | 2005 CS27              | 2 de febrer de 2005    | Catalina             | CSS                  |
| 308180 | 2005 CQ29              | 1 de febrer de 2005    | Kitt Peak            | Spacewatch           |
| 308181 | 2005 CA31              | 1 de febrer de 2005    | Kitt Peak            | Spacewatch           |
| 308182 | 2005 CN38              | 8 de febrer de 2005    | Gnosca               | S. Sposetti          |
| 308183 | 2005 CQ39              | 3 de febrer de 2005    | Socorro              | LINEAR               |
| 308184 | 2005 CP41              | 2 de febrer de 2005    | Kitt Peak            | Spacewatch           |
| 308185 | 2005 CU41              | 2 de febrer de 2005    | Kitt Peak            | Spacewatch           |
| 308186 | 2005 CW43              | 2 de febrer de 2005    | Catalina             | CSS                  |
| 308187 | 2005 CU48              | 2 de febrer de 2005    | Catalina             | CSS                  |
| 308188 | 2005 CY57              | 2 de febrer de 2005    | Catalina             | CSS                  |
| 308189 | 2005 CB60              | 3 de febrer de 2005    | Socorro              | LINEAR               |
| 308190 | 2005 CN60              | 4 de febrer de 2005    | Kitt Peak            | Spacewatch           |
| 308191 | 2005 CF62              | 3 de febrer de 2005    | Calvin-Rehoboth      | Calvin College       |
| 308192 | 2005 CZ66              | 9 de febrer de 2005    | Socorro              | LINEAR               |
| 308193 | 2005 CB79              | 6 de febrer de 2005    | Palomar              | Palomar              |
| 308194 | 2005 ET12              | 2 de març de 2005      | Catalina             | CSS                  |
| 308195 | 2005 EW12              | 2 de març de 2005      | Catalina             | CSS                  |
| 308196 | 2005 EZ15              | 3 de març de 2005      | Kitt Peak            | Spacewatch           |
| 308197 | 2005 EV27              | 3 de març de 2005      | Nogales              | J.-C. Merlin         |
| 308198 | 2005 EK29              | 3 de març de 2005      | Socorro              | LINEAR               |
| 308199 | 2005 EY32              | 4 de març de 2005      | Junk Bond            | Junk Bond            |
| 308200 | 2005 EE36              | 4 de març de 2005      | Catalina             | CSS                  |

## 308201-308300
| Nom    | Designació provisional | Data de descobriment | Lloc de descobriment | Descobridor/s        |
| ------ | ---------------------- | -------------------- | -------------------- | -------------------- |
| 308201 | 2005 EO38              | 3 de març de 2005    | Kitt Peak            | Spacewatch           |
| 308202 | 2005 EH45              | 3 de març de 2005    | Catalina             | CSS                  |
| 308203 | 2005 EC46              | 3 de març de 2005    | Catalina             | CSS                  |
| 308204 | 2005 EW60              | 4 de març de 2005    | Catalina             | CSS                  |
| 308205 | 2005 EO61              | 4 de març de 2005    | Socorro              | LINEAR               |
| 308206 | 2005 EY68              | 7 de març de 2005    | Socorro              | LINEAR               |
| 308207 | 2005 EO77              | 3 de març de 2005    | Catalina             | CSS                  |
| 308208 | 2005 EP80              | 4 de març de 2005    | Kitt Peak            | Spacewatch           |
| 308209 | 2005 EV88              | 8 de març de 2005    | Kitt Peak            | Spacewatch           |
| 308210 | 2005 EL92              | 8 de març de 2005    | Mount Lemmon         | Mt. Lemmon Survey    |
| 308211 | 2005 EG95              | 9 de març de 2005    | Socorro              | LINEAR               |
| 308212 | 2005 ED96              | 3 de març de 2005    | Catalina             | CSS                  |
| 308213 | 2005 EL96              | 3 de març de 2005    | Catalina             | CSS                  |
| 308214 | 2005 EU129             | 9 de març de 2005    | Mount Lemmon         | Mt. Lemmon Survey    |
| 308215 | 2005 EZ136             | 9 de març de 2005    | Mount Lemmon         | Mt. Lemmon Survey    |
| 308216 | 2005 EV140             | 10 de març de 2005   | Mount Lemmon         | Mt. Lemmon Survey    |
| 308217 | 2005 EB144             | 10 de març de 2005   | Mount Lemmon         | Mt. Lemmon Survey    |
| 308218 | 2005 EQ149             | 10 de març de 2005   | Kitt Peak            | Spacewatch           |
| 308219 | 2005 EW158             | 9 de març de 2005    | Mount Lemmon         | Mt. Lemmon Survey    |
| 308220 | 2005 EQ160             | 9 de març de 2005    | Mount Lemmon         | Mt. Lemmon Survey    |
| 308221 | 2005 EV162             | 10 de març de 2005   | Mount Lemmon         | Mt. Lemmon Survey    |
| 308222 | 2005 EM166             | 11 de març de 2005   | Mount Lemmon         | Mt. Lemmon Survey    |
| 308223 | 2005 EA206             | 13 de març de 2005   | Catalina             | CSS                  |
| 308224 | 2005 EL210             | 4 de març de 2005    | Kitt Peak            | Spacewatch           |
| 308225 | 2005 EP232             | 10 de març de 2005   | Mount Lemmon         | Mt. Lemmon Survey    |
| 308226 | 2005 EU233             | 10 de març de 2005   | Anderson Mesa        | LONEOS               |
| 308227 | 2005 EX239             | 11 de març de 2005   | Kitt Peak            | Spacewatch           |
| 308228 | 2005 EE250             | 14 de març de 2005   | Catalina             | CSS                  |
| 308229 | 2005 ET252             | 10 de març de 2005   | Mount Lemmon         | Mt. Lemmon Survey    |
| 308230 | 2005 ES257             | 11 de març de 2005   | Mount Lemmon         | Mt. Lemmon Survey    |
| 308231 | 2005 EB258             | 11 de març de 2005   | Mount Lemmon         | Mt. Lemmon Survey    |
| 308232 | 2005 EH260             | 11 de març de 2005   | Kitt Peak            | Spacewatch           |
| 308233 | 2005 EB261             | 12 de març de 2005   | Socorro              | LINEAR               |
| 308234 | 2005 EZ290             | 10 de març de 2005   | Catalina             | CSS                  |
| 308235 | 2005 EA309             | 9 de març de 2005    | Mount Lemmon         | Mt. Lemmon Survey    |
| 308236 | 2005 EB311             | 10 de març de 2005   | Mount Lemmon         | Mt. Lemmon Survey    |
| 308237 | 2005 EU317             | 12 de març de 2005   | Kitt Peak            | M. W. Buie           |
| 308238 | 2005 EC328             | 13 de març de 2005   | Catalina             | CSS                  |
| 308239 | 2005 FX12              | 16 de març de 2005   | Catalina             | CSS                  |
| 308240 | 2005 GG5               | 1 d'abril de 2005    | Kitt Peak            | Spacewatch           |
| 308241 | 2005 GR12              | 1 d'abril de 2005    | Anderson Mesa        | LONEOS               |
| 308242 | 2005 GO21              | 1 d'abril de 2005    | Siding Spring        | Siding Spring Survey |
| 308243 | 2005 GC23              | 1 d'abril de 2005    | Anderson Mesa        | LONEOS               |
| 308244 | 2005 GB28              | 3 d'abril de 2005    | Palomar              | NEAT                 |
| 308245 | 2005 GM41              | 5 d'abril de 2005    | Mount Lemmon         | Mt. Lemmon Survey    |
| 308246 | 2005 GQ48              | 5 d'abril de 2005    | Mount Lemmon         | Mt. Lemmon Survey    |
| 308247 | 2005 GC49              | 5 d'abril de 2005    | Mount Lemmon         | Mt. Lemmon Survey    |
| 308248 | 2005 GU49              | 5 d'abril de 2005    | Mount Lemmon         | Mt. Lemmon Survey    |
| 308249 | 2005 GR59              | 6 d'abril de 2005    | Mayhill              | A. Lowe              |
| 308250 | 2005 GC60              | 9 d'abril de 2005    | Catalina             | CSS                  |
| 308251 | 2005 GT68              | 2 d'abril de 2005    | Catalina             | CSS                  |
| 308252 | 2005 GQ71              | 11 de març de 2005   | Kitt Peak            | Spacewatch           |
| 308253 | 2005 GC74              | 4 d'abril de 2005    | Catalina             | CSS                  |
| 308254 | 2005 GN74              | 5 d'abril de 2005    | Catalina             | CSS                  |
| 308255 | 2005 GT76              | 5 d'abril de 2005    | Mount Lemmon         | Mt. Lemmon Survey    |
| 308256 | 2005 GT77              | 6 d'abril de 2005    | Catalina             | CSS                  |
| 308257 | 2005 GP80              | 7 d'abril de 2005    | Kitt Peak            | Spacewatch           |
| 308258 | 2005 GO86              | 4 d'abril de 2005    | Socorro              | LINEAR               |
| 308259 | 2005 GG90              | 17 de març de 2005   | Mount Lemmon         | Mt. Lemmon Survey    |
| 308260 | 2005 GQ90              | 6 d'abril de 2005    | Kitt Peak            | Spacewatch           |
| 308261 | 2005 GZ93              | 6 d'abril de 2005    | Catalina             | CSS                  |
| 308262 | 2005 GE99              | 7 d'abril de 2005    | Kitt Peak            | Spacewatch           |
| 308263 | 2005 GB100             | 9 d'abril de 2005    | Kitt Peak            | Spacewatch           |
| 308264 | 2005 GW105             | 10 d'abril de 2005   | Kitt Peak            | Spacewatch           |
| 308265 | 2005 GX117             | 11 d'abril de 2005   | Mount Lemmon         | Mt. Lemmon Survey    |
| 308266 | 2005 GM119             | 9 d'abril de 2005    | Siding Spring        | Siding Spring Survey |
| 308267 | 2005 GP122             | 6 d'abril de 2005    | Mount Lemmon         | Mt. Lemmon Survey    |
| 308268 | 2005 GF123             | 6 d'abril de 2005    | Mount Lemmon         | Mt. Lemmon Survey    |
| 308269 | 2005 GL127             | 12 d'abril de 2005   | Anderson Mesa        | LONEOS               |
| 308270 | 2005 GU150             | 11 d'abril de 2005   | Kitt Peak            | Spacewatch           |
| 308271 | 2005 GT151             | 12 d'abril de 2005   | Kitt Peak            | Spacewatch           |
| 308272 | 2005 GT152             | 13 d'abril de 2005   | Anderson Mesa        | LONEOS               |
| 308273 | 2005 GL156             | 10 d'abril de 2005   | Mount Lemmon         | Mt. Lemmon Survey    |
| 308274 | 2005 GR159             | 12 d'abril de 2005   | Kitt Peak            | Spacewatch           |
| 308275 | 2005 GT165             | 11 d'abril de 2005   | Anderson Mesa        | LONEOS               |
| 308276 | 2005 GU169             | 12 d'abril de 2005   | Kitt Peak            | Spacewatch           |
| 308277 | 2005 GC179             | 12 d'abril de 2005   | Anderson Mesa        | LONEOS               |
| 308278 | 2005 GY200             | 11 de març de 2005   | Kitt Peak            | Spacewatch           |
| 308279 | 2005 GL202             | 5 d'abril de 2005    | Kitt Peak            | Spacewatch           |
| 308280 | 2005 GU208             | 1 d'abril de 2005    | Catalina             | CSS                  |
| 308281 | 2005 GK209             | 6 d'abril de 2005    | Catalina             | CSS                  |
| 308282 | 2005 GM209             | 6 d'abril de 2005    | Catalina             | CSS                  |
| 308283 | 2005 HG8               | 30 d'abril de 2005   | Anderson Mesa        | LONEOS               |
| 308284 | 2005 JP2               | 3 de maig de 2005    | Kitt Peak            | Spacewatch           |
| 308285 | 2005 JW13              | 1 de maig de 2005    | Palomar              | NEAT                 |
| 308286 | 2005 JX15              | 3 de maig de 2005    | Kitt Peak            | Spacewatch           |
| 308287 | 2005 JA34              | 4 de maig de 2005    | Palomar              | NEAT                 |
| 308288 | 2005 JB38              | 6 de maig de 2005    | Socorro              | LINEAR               |
| 308289 | 2005 JU48              | 3 de maig de 2005    | Kitt Peak            | Spacewatch           |
| 308290 | 2005 JE51              | 4 de maig de 2005    | Kitt Peak            | Spacewatch           |
| 308291 | 2005 JD56              | 6 de maig de 2005    | Kitt Peak            | Spacewatch           |
| 308292 | 2005 JC82              | 9 de maig de 2005    | Catalina             | CSS                  |
| 308293 | 2005 JE83              | 8 de maig de 2005    | Kitt Peak            | Spacewatch           |
| 308294 | 2005 JB89              | 11 de maig de 2005   | Anderson Mesa        | LONEOS               |
| 308295 | 2005 JN99              | 9 de maig de 2005    | Kitt Peak            | Spacewatch           |
| 308296 | 2005 JA103             | 9 de maig de 2005    | Catalina             | CSS                  |
| 308297 | 2005 JG113             | 10 de maig de 2005   | Kitt Peak            | Spacewatch           |
| 308298 | 2005 JH130             | 13 de maig de 2005   | Socorro              | LINEAR               |
| 308299 | 2005 JM137             | 13 de maig de 2005   | Kitt Peak            | Spacewatch           |
| 308300 | 2005 JH146             | 14 de maig de 2005   | Socorro              | LINEAR               |

## 308301-308400
| Nom            | Designació provisional | Data de descobriment   | Lloc de descobriment | Descobridor/s        |
| -------------- | ---------------------- | ---------------------- | -------------------- | -------------------- |
| 308301         | 2005 JJ147             | 15 de maig de 2005     | Mount Lemmon         | Mt. Lemmon Survey    |
| 308302         | 2005 JD148             | 14 d'agost de 2001     | Palomar              | NEAT                 |
| 308303         | 2005 JG163             | 8 de maig de 2005      | Mount Lemmon         | Mt. Lemmon Survey    |
| 308304         | 2005 JH165             | 10 de maig de 2005     | Kitt Peak            | Spacewatch           |
| 308305         | 2005 KA1               | 16 de maig de 2005     | Kitt Peak            | Spacewatch           |
| 308306 Dainere | 2005 KL8               | 19 de maig de 2005     | Siding Spring        | Siding Spring Survey |
| 308307         | 2005 KT9               | 29 de maig de 2005     | Reedy Creek          | J. Broughton         |
| 308308         | 2005 KB14              | 19 de maig de 2005     | Mount Lemmon         | Mt. Lemmon Survey    |
| 308309         | 2005 LV8               | 1 de juny de 2005      | Kitt Peak            | Spacewatch           |
| 308310         | 2005 LT9               | 1 de juny de 2005      | Kitt Peak            | Spacewatch           |
| 308311         | 2005 LJ13              | 4 de juny de 2005      | Kitt Peak            | Spacewatch           |
| 308312         | 2005 LU23              | 11 de juny de 2005     | Kitt Peak            | Spacewatch           |
| 308313         | 2005 LV36              | 13 de juny de 2005     | Kitt Peak            | Spacewatch           |
| 308314         | 2005 LZ45              | 13 de juny de 2005     | Kitt Peak            | Spacewatch           |
| 308315         | 2005 LZ52              | 8 de juny de 2005      | Siding Spring        | Siding Spring Survey |
| 308316         | 2005 LD53              | 7 de juny de 2005      | Siding Spring        | Siding Spring Survey |
| 308317         | 2005 MS11              | 27 de juny de 2005     | Kitt Peak            | Spacewatch           |
| 308318         | 2005 MC18              | 27 de juny de 2005     | Kitt Peak            | Spacewatch           |
| 308319         | 2005 MN22              | 30 de juny de 2005     | Kitt Peak            | Spacewatch           |
| 308320         | 2005 MK29              | 29 de juny de 2005     | Kitt Peak            | Spacewatch           |
| 308321         | 2005 MG38              | 30 de juny de 2005     | Kitt Peak            | Spacewatch           |
| 308322         | 2005 MU38              | 30 de juny de 2005     | Kitt Peak            | Spacewatch           |
| 308323         | 2005 MW41              | 30 de juny de 2005     | Palomar              | NEAT                 |
| 308324         | 2005 NG4               | 2 de juliol de 2005    | Kitt Peak            | Spacewatch           |
| 308325         | 2005 NS4               | 3 de juliol de 2005    | Mount Lemmon         | Mt. Lemmon Survey    |
| 308326         | 2005 NJ17              | 3 de juliol de 2005    | Mount Lemmon         | Mt. Lemmon Survey    |
| 308327         | 2005 NV17              | 4 de juliol de 2005    | Kitt Peak            | Spacewatch           |
| 308328         | 2005 NZ30              | 4 de juliol de 2005    | Mount Lemmon         | Mt. Lemmon Survey    |
| 308329         | 2005 ND35              | 5 de juliol de 2005    | Kitt Peak            | Spacewatch           |
| 308330         | 2005 NK52              | 10 de juliol de 2005   | Catalina             | CSS                  |
| 308331         | 2005 NZ61              | 11 de juliol de 2005   | Kitt Peak            | Spacewatch           |
| 308332         | 2005 NT68              | 3 de juliol de 2005    | Mount Lemmon         | Mt. Lemmon Survey    |
| 308333         | 2005 NY75              | 10 de juliol de 2005   | Kitt Peak            | Spacewatch           |
| 308334         | 2005 NN99              | 10 de juliol de 2005   | Kitt Peak            | Spacewatch           |
| 308335         | 2005 OE18              | 30 de juliol de 2005   | Palomar              | NEAT                 |
| 308336         | 2005 OW31              | 29 de juliol de 2005   | Siding Spring        | Siding Spring Survey |
| 308337         | 2005 OY31              | 30 de juliol de 2005   | Palomar              | NEAT                 |
| 308338         | 2005 PN16              | 5 d'agost de 2005      | Palomar              | NEAT                 |
| 308339         | 2005 PP20              | 15 d'agost de 2005     | Siding Spring        | Siding Spring Survey |
| 308340         | 2005 PB24              | 9 d'agost de 2005      | Cerro Tololo         | M. W. Buie           |
| 308341         | 2005 QM5               | 22 d'agost de 2005     | Palomar              | NEAT                 |
| 308342         | 2005 QK6               | 24 d'agost de 2005     | Palomar              | NEAT                 |
| 308343         | 2005 QE8               | 24 d'agost de 2005     | Palomar              | NEAT                 |
| 308344         | 2005 QP9               | 29 de juliol de 2005   | Palomar              | NEAT                 |
| 308345         | 2005 QO26              | 27 d'agost de 2005     | Kitt Peak            | Spacewatch           |
| 308346         | 2005 QC36              | 25 d'agost de 2005     | Palomar              | NEAT                 |
| 308347         | 2005 QY47              | 26 d'agost de 2005     | Palomar              | NEAT                 |
| 308348         | 2005 QD58              | 25 d'agost de 2005     | Palomar              | NEAT                 |
| 308349         | 2005 QQ61              | 26 d'agost de 2005     | Palomar              | NEAT                 |
| 308350         | 2005 QE70              | 29 d'agost de 2005     | Anderson Mesa        | LONEOS               |
| 308351         | 2005 QG75              | 27 d'agost de 2005     | Anderson Mesa        | LONEOS               |
| 308352         | 2005 QO75              | 28 d'agost de 2005     | St. Veran            | St. Veran            |
| 308353         | 2005 QX81              | 29 d'agost de 2005     | Socorro              | LINEAR               |
| 308354         | 2005 QW85              | 30 d'agost de 2005     | Anderson Mesa        | LONEOS               |
| 308355         | 2005 QK86              | 30 d'agost de 2005     | Kitt Peak            | Spacewatch           |
| 308356         | 2005 QZ88              | 30 d'agost de 2005     | Socorro              | LINEAR               |
| 308357         | 2005 QR115             | 28 d'agost de 2005     | Kitt Peak            | Spacewatch           |
| 308358         | 2005 QP120             | 28 d'agost de 2005     | Kitt Peak            | Spacewatch           |
| 308359         | 2005 QM138             | 28 d'agost de 2005     | Kitt Peak            | Spacewatch           |
| 308360         | 2005 QY148             | 31 d'agost de 2005     | Campo Imperatore     | CINEOS               |
| 308361         | 2005 QD149             | 30 d'agost de 2005     | Anderson Mesa        | LONEOS               |
| 308362         | 2005 QM151             | 30 d'agost de 2005     | Kitt Peak            | Spacewatch           |
| 308363         | 2005 QF164             | 31 d'agost de 2005     | Palomar              | NEAT                 |
| 308364         | 2005 QO164             | 31 d'agost de 2005     | Palomar              | NEAT                 |
| 308365         | 2005 QS164             | 31 d'agost de 2005     | Palomar              | NEAT                 |
| 308366         | 2005 QR167             | 27 d'agost de 2005     | Palomar              | NEAT                 |
| 308367         | 2005 QR176             | 30 d'agost de 2005     | Anderson Mesa        | LONEOS               |
| 308368         | 2005 QG177             | 27 d'agost de 2005     | Palomar              | NEAT                 |
| 308369         | 2005 QJ178             | 26 d'agost de 2005     | Palomar              | NEAT                 |
| 308370         | 2005 QQ179             | 26 d'agost de 2005     | Palomar              | NEAT                 |
| 308371         | 2005 QG189             | 31 d'agost de 2005     | Kitt Peak            | Spacewatch           |
| 308372         | 2005 RW7               | 8 de setembre de 2005  | Socorro              | LINEAR               |
| 308373         | 2005 RO15              | 1 de setembre de 2005  | Kitt Peak            | Spacewatch           |
| 308374         | 2005 RQ19              | 1 de setembre de 2005  | Kitt Peak            | Spacewatch           |
| 308375         | 2005 RS23              | 10 de setembre de 2005 | Anderson Mesa        | LONEOS               |
| 308376         | 2005 RA26              | 11 de setembre de 2005 | Goodricke-Pigott     | R. A. Tucker         |
| 308377         | 2005 RM30              | 10 de setembre de 2005 | Anderson Mesa        | LONEOS               |
| 308378         | 2005 RR31              | 13 de setembre de 2005 | Anderson Mesa        | LONEOS               |
| 308379         | 2005 RS43              | 13 de setembre de 2005 | Apache Point         | A. C. Becker         |
| 308380         | 2005 RY45              | 14 de setembre de 2005 | Apache Point         | A. C. Becker         |
| 308381         | 2005 SJ1               | 23 de setembre de 2005 | Kitt Peak            | Spacewatch           |
| 308382         | 2005 SM2               | 23 de setembre de 2005 | Kitt Peak            | Spacewatch           |
| 308383         | 2005 SF6               | 23 de setembre de 2005 | Kitt Peak            | Spacewatch           |
| 308384         | 2005 SV7               | 25 de setembre de 2005 | Catalina             | CSS                  |
| 308385         | 2005 SU14              | 25 de setembre de 2005 | Catalina             | CSS                  |
| 308386         | 2005 SH21              | 26 de setembre de 2005 | Palomar              | NEAT                 |
| 308387         | 2005 SW21              | 28 de setembre de 2005 | Great Shefford       | P. Birtwhistle       |
| 308388         | 2005 SN22              | 23 de setembre de 2005 | Kitt Peak            | Spacewatch           |
| 308389         | 2005 SY22              | 23 de setembre de 2005 | Kitt Peak            | Spacewatch           |
| 308390         | 2005 SO29              | 23 de setembre de 2005 | Kitt Peak            | Spacewatch           |
| 308391         | 2005 SZ34              | 23 de setembre de 2005 | Kitt Peak            | Spacewatch           |
| 308392         | 2005 SB35              | 23 de setembre de 2005 | Kitt Peak            | Spacewatch           |
| 308393         | 2005 SP38              | 24 de setembre de 2005 | Kitt Peak            | Spacewatch           |
| 308394         | 2005 SD44              | 24 de setembre de 2005 | Kitt Peak            | Spacewatch           |
| 308395         | 2005 SO46              | 24 de setembre de 2005 | Kitt Peak            | Spacewatch           |
| 308396         | 2005 SF48              | 24 de setembre de 2005 | Kitt Peak            | Spacewatch           |
| 308397         | 2005 SJ48              | 24 de setembre de 2005 | Kitt Peak            | Spacewatch           |
| 308398         | 2005 ST49              | 24 de setembre de 2005 | Kitt Peak            | Spacewatch           |
| 308399         | 2005 SZ55              | 25 de setembre de 2005 | Kitt Peak            | Spacewatch           |
| 308400         | 2005 SG60              | 26 de setembre de 2005 | Kitt Peak            | Spacewatch           |

## 308401-308500
| Nom    | Designació provisional | Data de descobriment   | Lloc de descobriment | Descobridor/s                          |
| ------ | ---------------------- | ---------------------- | -------------------- | -------------------------------------- |
| 308401 | 2005 SF62              | 26 de setembre de 2005 | Kitt Peak            | Spacewatch                             |
| 308402 | 2005 SL76              | 24 de setembre de 2005 | Kitt Peak            | Spacewatch                             |
| 308403 | 2005 SV78              | 24 de setembre de 2005 | Kitt Peak            | Spacewatch                             |
| 308404 | 2005 SC83              | 24 de setembre de 2005 | Kitt Peak            | Spacewatch                             |
| 308405 | 2005 SW83              | 24 de setembre de 2005 | Kitt Peak            | Spacewatch                             |
| 308406 | 2005 SR84              | 24 de setembre de 2005 | Kitt Peak            | Spacewatch                             |
| 308407 | 2005 SM85              | 24 de setembre de 2005 | Kitt Peak            | Spacewatch                             |
| 308408 | 2005 SY92              | 24 de setembre de 2005 | Kitt Peak            | Spacewatch                             |
| 308409 | 2005 SY93              | 24 de setembre de 2005 | Kitt Peak            | Spacewatch                             |
| 308410 | 2005 SP95              | 9 d'abril de 2003      | Palomar              | NEAT                                   |
| 308411 | 2005 SM98              | 25 de setembre de 2005 | Kitt Peak            | Spacewatch                             |
| 308412 | 2005 ST103             | 25 de setembre de 2005 | Palomar              | NEAT                                   |
| 308413 | 2005 SL105             | 25 de setembre de 2005 | Kitt Peak            | Spacewatch                             |
| 308414 | 2005 SY108             | 26 de setembre de 2005 | Kitt Peak            | Spacewatch                             |
| 308415 | 2005 SC112             | 26 de setembre de 2005 | Palomar              | NEAT                                   |
| 308416 | 2005 SZ113             | 27 de setembre de 2005 | Kitt Peak            | Spacewatch                             |
| 308417 | 2005 SH114             | 27 de setembre de 2005 | Kitt Peak            | Spacewatch                             |
| 308418 | 2005 SP117             | 28 de setembre de 2005 | Palomar              | NEAT                                   |
| 308419 | 2005 SZ120             | 29 de setembre de 2005 | Kitt Peak            | Spacewatch                             |
| 308420 | 2005 SO125             | 29 de setembre de 2005 | Mount Lemmon         | Mt. Lemmon Survey                      |
| 308421 | 2005 SZ126             | 29 de setembre de 2005 | Mount Lemmon         | Mt. Lemmon Survey                      |
| 308422 | 2005 SU127             | 29 de setembre de 2005 | Mount Lemmon         | Mt. Lemmon Survey                      |
| 308423 | 2005 SV127             | 29 de setembre de 2005 | Mount Lemmon         | Mt. Lemmon Survey                      |
| 308424 | 2005 SG129             | 29 de setembre de 2005 | Anderson Mesa        | LONEOS                                 |
| 308425 | 2005 SO135             | 24 de setembre de 2005 | Kitt Peak            | Spacewatch                             |
| 308426 | 2005 SF139             | 25 de setembre de 2005 | Kitt Peak            | Spacewatch                             |
| 308427 | 2005 SJ139             | 25 de setembre de 2005 | Kitt Peak            | Spacewatch                             |
| 308428 | 2005 SP139             | 25 de setembre de 2005 | Kitt Peak            | Spacewatch                             |
| 308429 | 2005 SP141             | 25 de setembre de 2005 | Kitt Peak            | Spacewatch                             |
| 308430 | 2005 SH144             | 25 de setembre de 2005 | Kitt Peak            | Spacewatch                             |
| 308431 | 2005 SK155             | 26 de setembre de 2005 | Palomar              | NEAT                                   |
| 308432 | 2005 SS155             | 26 de setembre de 2005 | Palomar              | NEAT                                   |
| 308433 | 2005 SJ157             | 26 de setembre de 2005 | Kitt Peak            | Spacewatch                             |
| 308434 | 2005 ST157             | 26 de setembre de 2005 | Kitt Peak            | Spacewatch                             |
| 308435 | 2005 SL159             | 26 de setembre de 2005 | Kitt Peak            | Spacewatch                             |
| 308436 | 2005 SC163             | 27 de setembre de 2005 | Kitt Peak            | Spacewatch                             |
| 308437 | 2005 SH163             | 27 de setembre de 2005 | Kitt Peak            | Spacewatch                             |
| 308438 | 2005 SG176             | 29 de setembre de 2005 | Kitt Peak            | Spacewatch                             |
| 308439 | 2005 SW180             | 29 de setembre de 2005 | Palomar              | NEAT                                   |
| 308440 | 2005 SB183             | 29 de setembre de 2005 | Kitt Peak            | Spacewatch                             |
| 308441 | 2005 SL183             | 29 de setembre de 2005 | Kitt Peak            | Spacewatch                             |
| 308442 | 2005 SA190             | 29 de setembre de 2005 | Anderson Mesa        | LONEOS                                 |
| 308443 | 2005 SD195             | 30 de setembre de 2005 | Mount Lemmon         | Mt. Lemmon Survey                      |
| 308444 | 2005 SF198             | 30 de setembre de 2005 | Mount Lemmon         | Mt. Lemmon Survey                      |
| 308445 | 2005 SK208             | 30 de setembre de 2005 | Kitt Peak            | Spacewatch                             |
| 308446 | 2005 SQ211             | 30 de setembre de 2005 | Mount Lemmon         | Mt. Lemmon Survey                      |
| 308447 | 2005 SB214             | 30 de setembre de 2005 | Anderson Mesa        | LONEOS                                 |
| 308448 | 2005 SG229             | 30 de setembre de 2005 | Mount Lemmon         | Mt. Lemmon Survey                      |
| 308449 | 2005 SK229             | 30 de setembre de 2005 | Mount Lemmon         | Mt. Lemmon Survey                      |
| 308450 | 2005 SN242             | 30 de setembre de 2005 | Kitt Peak            | Spacewatch                             |
| 308451 | 2005 SC243             | 30 de setembre de 2005 | Mount Lemmon         | Mt. Lemmon Survey                      |
| 308452 | 2005 SC247             | 30 de setembre de 2005 | Kitt Peak            | Spacewatch                             |
| 308453 | 2005 SB253             | 24 de setembre de 2005 | Palomar              | NEAT                                   |
| 308454 | 2005 SF256             | 22 de setembre de 2005 | Palomar              | NEAT                                   |
| 308455 | 2005 SO270             | 30 de setembre de 2005 | Anderson Mesa        | LONEOS                                 |
| 308456 | 2005 SK271             | 30 de setembre de 2005 | Mount Lemmon         | Mt. Lemmon Survey                      |
| 308457 | 2005 SB273             | 30 de setembre de 2005 | Palomar              | NEAT                                   |
| 308458 | 2005 SJ273             | 27 de setembre de 2005 | Kitt Peak            | Spacewatch                             |
| 308459 | 2005 SL277             | 30 de setembre de 2005 | Mount Lemmon         | Mt. Lemmon Survey                      |
| 308460 | 2005 SC278             | 22 de setembre de 2005 | Apache Point         | A. C. Becker, A. W. Puckett, J. Kubica |
| 308461 | 2005 SZ284             | 25 de setembre de 2005 | Apache Point         | A. C. Becker                           |
| 308462 | 2005 SU286             | 26 de setembre de 2005 | Apache Point         | A. C. Becker                           |
| 308463 | 2005 SD287             | 26 de setembre de 2005 | Apache Point         | A. C. Becker                           |
| 308464 | 2005 SB289             | 30 de setembre de 2005 | Apache Point         | A. C. Becker                           |
| 308465 | 2005 SF289             | 23 de setembre de 2005 | Kitt Peak            | Spacewatch                             |
| 308466 | 2005 SN289             | 26 de setembre de 2005 | Palomar              | NEAT                                   |
| 308467 | 2005 TN2               | 1 d'octubre de 2005    | Catalina             | CSS                                    |
| 308468 | 2005 TB4               | 1 d'octubre de 2005    | Anderson Mesa        | LONEOS                                 |
| 308469 | 2005 TP7               | 1 d'octubre de 2005    | Kitt Peak            | Spacewatch                             |
| 308470 | 2005 TG10              | 2 d'octubre de 2005    | Palomar              | NEAT                                   |
| 308471 | 2005 TZ10              | 2 d'octubre de 2005    | Mount Lemmon         | Mt. Lemmon Survey                      |
| 308472 | 2005 TB16              | 1 d'octubre de 2005    | Kitt Peak            | Spacewatch                             |
| 308473 | 2005 TB28              | 1 d'octubre de 2005    | Kitt Peak            | Spacewatch                             |
| 308474 | 2005 TU29              | 3 d'octubre de 2005    | Catalina             | CSS                                    |
| 308475 | 2005 TJ36              | 1 d'octubre de 2005    | Catalina             | CSS                                    |
| 308476 | 2005 TA41              | 2 d'octubre de 2005    | Anderson Mesa        | LONEOS                                 |
| 308477 | 2005 TE44              | 5 d'octubre de 2005    | Mount Lemmon         | Mt. Lemmon Survey                      |
| 308478 | 2005 TJ61              | 3 d'octubre de 2005    | Catalina             | CSS                                    |
| 308479 | 2005 TN61              | 3 d'octubre de 2005    | Catalina             | CSS                                    |
| 308480 | 2005 TV61              | 3 d'octubre de 2005    | Kitt Peak            | Spacewatch                             |
| 308481 | 2005 TG74              | 7 d'octubre de 2005    | Anderson Mesa        | LONEOS                                 |
| 308482 | 2005 TC75              | 1 d'octubre de 2005    | Mount Lemmon         | Mt. Lemmon Survey                      |
| 308483 | 2005 TR77              | 6 d'octubre de 2005    | Catalina             | CSS                                    |
| 308484 | 2005 TV78              | 7 d'octubre de 2005    | Catalina             | CSS                                    |
| 308485 | 2005 TR81              | 3 d'octubre de 2005    | Kitt Peak            | Spacewatch                             |
| 308486 | 2005 TE87              | 5 d'octubre de 2005    | Kitt Peak            | Spacewatch                             |
| 308487 | 2005 TV91              | 6 d'octubre de 2005    | Catalina             | CSS                                    |
| 308488 | 2005 TG95              | 6 d'octubre de 2005    | Kitt Peak            | Spacewatch                             |
| 308489 | 2005 TY101             | 7 d'octubre de 2005    | Mount Lemmon         | Mt. Lemmon Survey                      |
| 308490 | 2005 TL102             | 7 d'octubre de 2005    | Mount Lemmon         | Mt. Lemmon Survey                      |
| 308491 | 2005 TR105             | 9 d'octubre de 2005    | Kitt Peak            | Spacewatch                             |
| 308492 | 2005 TX106             | 4 d'octubre de 2005    | Mount Lemmon         | Mt. Lemmon Survey                      |
| 308493 | 2005 TA110             | 7 d'octubre de 2005    | Kitt Peak            | Spacewatch                             |
| 308494 | 2005 TQ110             | 7 d'octubre de 2005    | Kitt Peak            | Spacewatch                             |
| 308495 | 2005 TP111             | 27 de setembre de 2005 | Kitt Peak            | Spacewatch                             |
| 308496 | 2005 TB122             | 7 d'octubre de 2005    | Kitt Peak            | Spacewatch                             |
| 308497 | 2005 TG124             | 7 d'octubre de 2005    | Kitt Peak            | Spacewatch                             |
| 308498 | 2005 TY129             | 7 d'octubre de 2005    | Kitt Peak            | Spacewatch                             |
| 308499 | 2005 TQ132             | 7 d'octubre de 2005    | Kitt Peak            | Spacewatch                             |
| 308500 | 2005 TT143             | 8 d'octubre de 2005    | Kitt Peak            | Spacewatch                             |

## 308501-308600
| Nom    | Designació provisional | Data de descobriment  | Lloc de descobriment | Descobridor/s     |
| ------ | ---------------------- | --------------------- | -------------------- | ----------------- |
| 308501 | 2005 TN158             | 9 d'octubre de 2005   | Kitt Peak            | Spacewatch        |
| 308502 | 2005 TW171             | 10 d'octubre de 2005  | Catalina             | CSS               |
| 308503 | 2005 TN175             | 3 d'octubre de 2005   | Catalina             | CSS               |
| 308504 | 2005 TB181             | 1 d'octubre de 2005   | Kitt Peak            | Spacewatch        |
| 308505 | 2005 TN185             | 4 d'octubre de 2005   | Mount Lemmon         | Mt. Lemmon Survey |
| 308506 | 2005 TL193             | 5 d'octubre de 2005   | Catalina             | CSS               |
| 308507 | 2005 US7               | 26 d'octubre de 2005  | Ottmarsheim          | C. Rinner         |
| 308508 | 2005 UH14              | 22 d'octubre de 2005  | Kitt Peak            | Spacewatch        |
| 308509 | 2005 UF19              | 22 d'octubre de 2005  | Catalina             | CSS               |
| 308510 | 2005 UH19              | 22 d'octubre de 2005  | Catalina             | CSS               |
| 308511 | 2005 UL19              | 22 d'octubre de 2005  | Catalina             | CSS               |
| 308512 | 2005 UO27              | 23 d'octubre de 2005  | Catalina             | CSS               |
| 308513 | 2005 UB33              | 24 d'octubre de 2005  | Kitt Peak            | Spacewatch        |
| 308514 | 2005 UM34              | 24 d'octubre de 2005  | Kitt Peak            | Spacewatch        |
| 308515 | 2005 UW35              | 24 d'octubre de 2005  | Kitt Peak            | Spacewatch        |
| 308516 | 2005 UN39              | 24 d'octubre de 2005  | Kitt Peak            | Spacewatch        |
| 308517 | 2005 UA43              | 22 d'octubre de 2005  | Kitt Peak            | Spacewatch        |
| 308518 | 2005 UC47              | 22 d'octubre de 2005  | Kitt Peak            | Spacewatch        |
| 308519 | 2005 UE50              | 23 d'octubre de 2005  | Catalina             | CSS               |
| 308520 | 2005 UW52              | 23 d'octubre de 2005  | Catalina             | CSS               |
| 308521 | 2005 UF53              | 23 d'octubre de 2005  | Catalina             | CSS               |
| 308522 | 2005 UC65              | 21 d'octubre de 2005  | Palomar              | NEAT              |
| 308523 | 2005 UM75              | 24 d'octubre de 2005  | Palomar              | NEAT              |
| 308524 | 2005 UJ77              | 24 d'octubre de 2005  | Palomar              | NEAT              |
| 308525 | 2005 UM83              | 22 d'octubre de 2005  | Kitt Peak            | Spacewatch        |
| 308526 | 2005 UN83              | 22 d'octubre de 2005  | Kitt Peak            | Spacewatch        |
| 308527 | 2005 UK89              | 22 d'octubre de 2005  | Kitt Peak            | Spacewatch        |
| 308528 | 2005 UC102             | 22 d'octubre de 2005  | Kitt Peak            | Spacewatch        |
| 308529 | 2005 UO107             | 22 d'octubre de 2005  | Catalina             | CSS               |
| 308530 | 2005 UP110             | 22 d'octubre de 2005  | Kitt Peak            | Spacewatch        |
| 308531 | 2005 UZ121             | 24 d'octubre de 2005  | Kitt Peak            | Spacewatch        |
| 308532 | 2005 UO126             | 24 d'octubre de 2005  | Kitt Peak            | Spacewatch        |
| 308533 | 2005 UU128             | 24 d'octubre de 2005  | Kitt Peak            | Spacewatch        |
| 308534 | 2005 UO134             | 25 d'octubre de 2005  | Kitt Peak            | Spacewatch        |
| 308535 | 2005 UG141             | 25 d'octubre de 2005  | Catalina             | CSS               |
| 308536 | 2005 UM150             | 26 d'octubre de 2005  | Mount Lemmon         | Mt. Lemmon Survey |
| 308537 | 2005 UD160             | 22 d'octubre de 2005  | Palomar              | NEAT              |
| 308538 | 2005 UV176             | 24 d'octubre de 2005  | Kitt Peak            | Spacewatch        |
| 308539 | 2005 UM182             | 24 d'octubre de 2005  | Kitt Peak            | Spacewatch        |
| 308540 | 2005 UR197             | 25 d'octubre de 2005  | Kitt Peak            | Spacewatch        |
| 308541 | 2005 US204             | 26 d'octubre de 2005  | Kitt Peak            | Spacewatch        |
| 308542 | 2005 UT204             | 26 d'octubre de 2005  | Kitt Peak            | Spacewatch        |
| 308543 | 2005 UO213             | 22 d'octubre de 2005  | Palomar              | NEAT              |
| 308544 | 2005 UU224             | 25 d'octubre de 2005  | Kitt Peak            | Spacewatch        |
| 308545 | 2005 UE232             | 25 d'octubre de 2005  | Mount Lemmon         | Mt. Lemmon Survey |
| 308546 | 2005 UP235             | 25 d'octubre de 2005  | Kitt Peak            | Spacewatch        |
| 308547 | 2005 UY235             | 25 d'octubre de 2005  | Kitt Peak            | Spacewatch        |
| 308548 | 2005 UX251             | 25 d'octubre de 2005  | Catalina             | CSS               |
| 308549 | 2005 UF256             | 25 d'octubre de 2005  | Kitt Peak            | Spacewatch        |
| 308550 | 2005 UJ258             | 25 d'octubre de 2005  | Kitt Peak            | Spacewatch        |
| 308551 | 2005 UE266             | 27 d'octubre de 2005  | Kitt Peak            | Spacewatch        |
| 308552 | 2005 UH282             | 26 d'octubre de 2005  | Kitt Peak            | Spacewatch        |
| 308553 | 2005 UR288             | 26 d'octubre de 2005  | Kitt Peak            | Spacewatch        |
| 308554 | 2005 UZ307             | 27 d'octubre de 2005  | Mount Lemmon         | Mt. Lemmon Survey |
| 308555 | 2005 UW308             | 5 d'abril de 2003     | Kitt Peak            | Spacewatch        |
| 308556 | 2005 UO314             | 28 d'octubre de 2005  | Catalina             | CSS               |
| 308557 | 2005 UT314             | 28 d'octubre de 2005  | Catalina             | CSS               |
| 308558 | 2005 UU314             | 28 d'octubre de 2005  | Catalina             | CSS               |
| 308559 | 2005 UH322             | 27 d'octubre de 2005  | Kitt Peak            | Spacewatch        |
| 308560 | 2005 UQ332             | 29 d'octubre de 2005  | Mount Lemmon         | Mt. Lemmon Survey |
| 308561 | 2005 UV342             | 29 d'octubre de 2005  | Palomar              | NEAT              |
| 308562 | 2005 UX346             | 30 d'octubre de 2005  | Kitt Peak            | Spacewatch        |
| 308563 | 2005 UL348             | 23 d'octubre de 2005  | Catalina             | CSS               |
| 308564 | 2005 UV350             | 23 d'octubre de 2005  | Palomar              | NEAT              |
| 308565 | 2005 UP370             | 27 d'octubre de 2005  | Kitt Peak            | Spacewatch        |
| 308566 | 2005 UL371             | 27 d'octubre de 2005  | Mount Lemmon         | Mt. Lemmon Survey |
| 308567 | 2005 UQ388             | 26 d'octubre de 2005  | Mount Lemmon         | Mt. Lemmon Survey |
| 308568 | 2005 UU396             | 27 d'octubre de 2005  | Catalina             | CSS               |
| 308569 | 2005 UM398             | 31 d'octubre de 2005  | Anderson Mesa        | LONEOS            |
| 308570 | 2005 UM402             | 28 d'octubre de 2005  | Catalina             | CSS               |
| 308571 | 2005 UP405             | 29 d'octubre de 2005  | Mount Lemmon         | Mt. Lemmon Survey |
| 308572 | 2005 UL415             | 25 d'octubre de 2005  | Kitt Peak            | Spacewatch        |
| 308573 | 2005 UJ422             | 27 d'octubre de 2005  | Mount Lemmon         | Mt. Lemmon Survey |
| 308574 | 2005 UX423             | 28 d'octubre de 2005  | Kitt Peak            | Spacewatch        |
| 308575 | 2005 UY434             | 29 d'octubre de 2005  | Mount Lemmon         | Mt. Lemmon Survey |
| 308576 | 2005 UB438             | 27 d'octubre de 2005  | Mount Lemmon         | Mt. Lemmon Survey |
| 308577 | 2005 US440             | 29 d'octubre de 2005  | Catalina             | CSS               |
| 308578 | 2005 UK471             | 30 d'octubre de 2005  | Kitt Peak            | Spacewatch        |
| 308579 | 2005 UW477             | 27 d'octubre de 2005  | Palomar              | NEAT              |
| 308580 | 2005 UL478             | 27 d'octubre de 2005  | Mount Lemmon         | Mt. Lemmon Survey |
| 308581 | 2005 UK482             | 22 d'octubre de 2005  | Palomar              | NEAT              |
| 308582 | 2005 UL486             | 23 d'octubre de 2005  | Palomar              | NEAT              |
| 308583 | 2005 UW486             | 23 d'octubre de 2005  | Palomar              | NEAT              |
| 308584 | 2005 UN490             | 23 d'octubre de 2005  | Catalina             | CSS               |
| 308585 | 2005 UO514             | 20 d'octubre de 2005  | Apache Point         | A. C. Becker      |
| 308586 | 2005 UA515             | 22 d'octubre de 2005  | Apache Point         | A. C. Becker      |
| 308587 | 2005 UQ516             | 25 d'octubre de 2005  | Apache Point         | A. C. Becker      |
| 308588 | 2005 UR521             | 26 d'octubre de 2005  | Apache Point         | A. C. Becker      |
| 308589 | 2005 UC522             | 26 d'octubre de 2005  | Apache Point         | A. C. Becker      |
| 308590 | 2005 UN522             | 27 d'octubre de 2005  | Apache Point         | A. C. Becker      |
| 308591 | 2005 US525             | 25 d'octubre de 2005  | Mount Lemmon         | Mt. Lemmon Survey |
| 308592 | 2005 VL2               | 6 de novembre de 2005 | Silver Spring        | Silver Spring     |
| 308593 | 2005 VZ31              | 4 de novembre de 2005 | Kitt Peak            | Spacewatch        |
| 308594 | 2005 VG37              | 3 de novembre de 2005 | Catalina             | CSS               |
| 308595 | 2005 VQ47              | 5 de novembre de 2005 | Kitt Peak            | Spacewatch        |
| 308596 | 2005 VY54              | 4 de novembre de 2005 | Catalina             | CSS               |
| 308597 | 2005 VS61              | 7 de novembre de 2005 | Socorro              | LINEAR            |
| 308598 | 2005 VY62              | 1 de novembre de 2005 | Mount Lemmon         | Mt. Lemmon Survey |
| 308599 | 2005 VD80              | 5 de novembre de 2005 | Mount Lemmon         | Mt. Lemmon Survey |
| 308600 | 2005 VB85              | 4 de novembre de 2005 | Mount Lemmon         | Mt. Lemmon Survey |

## 308601-308700
| Nom    | Designació provisional | Data de descobriment   | Lloc de descobriment | Descobridor/s     |
| ------ | ---------------------- | ---------------------- | -------------------- | ----------------- |
| 308601 | 2005 VW97              | 5 de novembre de 2005  | Kitt Peak            | Spacewatch        |
| 308602 | 2005 VO110             | 6 de novembre de 2005  | Mount Lemmon         | Mt. Lemmon Survey |
| 308603 | 2005 VA111             | 6 de novembre de 2005  | Mount Lemmon         | Mt. Lemmon Survey |
| 308604 | 2005 VX112             | 10 de novembre de 2005 | Kitt Peak            | Spacewatch        |
| 308605 | 2005 VG119             | 5 de novembre de 2005  | Mount Lemmon         | Mt. Lemmon Survey |
| 308606 | 2005 VU130             | 1 de novembre de 2005  | Apache Point         | A. C. Becker      |
| 308607 | 2005 WY3               | 21 de novembre de 2005 | Kitt Peak            | Spacewatch        |
| 308608 | 2005 WD5               | 20 de novembre de 2005 | Palomar              | NEAT              |
| 308609 | 2005 WP31              | 21 de novembre de 2005 | Kitt Peak            | Spacewatch        |
| 308610 | 2005 WK53              | 25 de novembre de 2005 | Mount Lemmon         | Mt. Lemmon Survey |
| 308611 | 2005 WF60              | 26 de novembre de 2005 | Catalina             | CSS               |
| 308612 | 2005 WP90              | 28 de novembre de 2005 | Catalina             | CSS               |
| 308613 | 2005 WE105             | 29 de novembre de 2005 | Catalina             | CSS               |
| 308614 | 2005 WO111             | 30 de novembre de 2005 | Mount Lemmon         | Mt. Lemmon Survey |
| 308615 | 2005 WK121             | 30 de novembre de 2005 | Mount Lemmon         | Mt. Lemmon Survey |
| 308616 | 2005 WW127             | 25 de novembre de 2005 | Mount Lemmon         | Mt. Lemmon Survey |
| 308617 | 2005 WL144             | 22 de novembre de 2005 | Catalina             | CSS               |
| 308618 | 2005 WC163             | 29 de novembre de 2005 | Mount Lemmon         | Mt. Lemmon Survey |
| 308619 | 2005 WT171             | 30 de novembre de 2005 | Kitt Peak            | Spacewatch        |
| 308620 | 2005 WM191             | 22 de novembre de 2005 | Catalina             | CSS               |
| 308621 | 2005 WV193             | 28 de novembre de 2005 | Catalina             | CSS               |
| 308622 | 2005 XR                | 2 de desembre de 2005  | Mayhill              | A. Lowe           |
| 308623 | 2005 XX2               | 1 de desembre de 2005  | Kitt Peak            | Spacewatch        |
| 308624 | 2005 XN11              | 1 de desembre de 2005  | Kitt Peak            | Spacewatch        |
| 308625 | 2005 XJ20              | 2 de desembre de 2005  | Kitt Peak            | Spacewatch        |
| 308626 | 2005 XV27              | 1 de desembre de 2005  | Palomar              | NEAT              |
| 308627 | 2005 XG45              | 2 de desembre de 2005  | Kitt Peak            | Spacewatch        |
| 308628 | 2005 XM49              | 2 de desembre de 2005  | Kitt Peak            | Spacewatch        |
| 308629 | 2005 XD53              | 4 de desembre de 2005  | Kitt Peak            | Spacewatch        |
| 308630 | 2005 XY67              | 5 de desembre de 2005  | Kitt Peak            | Spacewatch        |
| 308631 | 2005 XX78              | 4 de desembre de 2005  | Catalina             | CSS               |
| 308632 | 2005 XC80              | 2 de desembre de 2005  | Catalina             | CSS               |
| 308633 | 2005 XE82              | 8 de desembre de 2005  | Kitt Peak            | Spacewatch        |
| 308634 | 2005 XU100             | 1 de desembre de 2005  | Kitt Peak            | M. W. Buie        |
| 308635 | 2005 YU55              | 28 de desembre de 2005 | Kitt Peak            | Spacewatch        |
| 308636 | 2005 YB56              | 21 de desembre de 2005 | Kitt Peak            | Spacewatch        |
| 308637 | 2005 YA67              | 25 de desembre de 2005 | Kitt Peak            | Spacewatch        |
| 308638 | 2005 YP67              | 26 de desembre de 2005 | Kitt Peak            | Spacewatch        |
| 308639 | 2005 YO86              | 25 de desembre de 2005 | Mount Lemmon         | Mt. Lemmon Survey |
| 308640 | 2005 YN111             | 25 de desembre de 2005 | Kitt Peak            | Spacewatch        |
| 308641 | 2005 YK176             | 22 de desembre de 2005 | Kitt Peak            | Spacewatch        |
| 308642 | 2006 AB34              | 6 de gener de 2006     | Socorro              | LINEAR            |
| 308643 | 2006 AD53              | 5 de gener de 2006     | Kitt Peak            | Spacewatch        |
| 308644 | 2006 AH64              | 7 de gener de 2006     | Mount Lemmon         | Mt. Lemmon Survey |
| 308645 | 2006 AR72              | 6 de gener de 2006     | Kitt Peak            | Spacewatch        |
| 308646 | 2006 BD1               | 19 de gener de 2006    | Catalina             | CSS               |
| 308647 | 2006 BH6               | 20 de gener de 2006    | Catalina             | CSS               |
| 308648 | 2006 BE22              | 22 de gener de 2006    | Mount Lemmon         | Mt. Lemmon Survey |
| 308649 | 2006 BL25              | 23 de gener de 2006    | Mount Lemmon         | Mt. Lemmon Survey |
| 308650 | 2006 BP32              | 21 de gener de 2006    | Kitt Peak            | Spacewatch        |
| 308651 | 2006 BL45              | 23 de gener de 2006    | Mount Lemmon         | Mt. Lemmon Survey |
| 308652 | 2006 BH52              | 25 de gener de 2006    | Kitt Peak            | Spacewatch        |
| 308653 | 2006 BY60              | 22 de gener de 2006    | Catalina             | CSS               |
| 308654 | 2006 BY68              | 23 de gener de 2006    | Kitt Peak            | Spacewatch        |
| 308655 | 2006 BT91              | 26 de gener de 2006    | Kitt Peak            | Spacewatch        |
| 308656 | 2006 BJ101             | 23 de gener de 2006    | Mount Lemmon         | Mt. Lemmon Survey |
| 308657 | 2006 BY119             | 26 de gener de 2006    | Kitt Peak            | Spacewatch        |
| 308658 | 2006 BN121             | 26 de gener de 2006    | Mount Lemmon         | Mt. Lemmon Survey |
| 308659 | 2006 BL128             | 26 de gener de 2006    | Kitt Peak            | Spacewatch        |
| 308660 | 2006 BJ139             | 28 de gener de 2006    | Mount Lemmon         | Mt. Lemmon Survey |
| 308661 | 2006 BA153             | 25 de gener de 2006    | Kitt Peak            | Spacewatch        |
| 308662 | 2006 BQ164             | 26 de gener de 2006    | Kitt Peak            | Spacewatch        |
| 308663 | 2006 BZ180             | 27 de gener de 2006    | Mount Lemmon         | Mt. Lemmon Survey |
| 308664 | 2006 BH213             | 22 de gener de 2006    | Socorro              | LINEAR            |
| 308665 | 2006 BH241             | 31 de gener de 2006    | Kitt Peak            | Spacewatch        |
| 308666 | 2006 BC263             | 31 de gener de 2006    | Kitt Peak            | Spacewatch        |
| 308667 | 2006 BF269             | 27 de gener de 2006    | Catalina             | CSS               |
| 308668 | 2006 BF275             | 27 de gener de 2006    | Kitt Peak            | Spacewatch        |
| 308669 | 2006 BP276             | 30 de gener de 2006    | Kitt Peak            | Spacewatch        |
| 308670 | 2006 BV282             | 26 de gener de 2006    | Kitt Peak            | Spacewatch        |
| 308671 | 2006 CQ10              | 1 de febrer de 2006    | Kitt Peak            | Spacewatch        |
| 308672 | 2006 CK54              | 4 de febrer de 2006    | Mount Lemmon         | Mt. Lemmon Survey |
| 308673 | 2006 DL3               | 20 de febrer de 2006   | Catalina             | CSS               |
| 308674 | 2006 DS3               | 20 de febrer de 2006   | Catalina             | CSS               |
| 308675 | 2006 DQ12              | 21 de febrer de 2006   | Catalina             | CSS               |
| 308676 | 2006 DQ29              | 20 de febrer de 2006   | Mount Lemmon         | Mt. Lemmon Survey |
| 308677 | 2006 DD45              | 20 de febrer de 2006   | Kitt Peak            | Spacewatch        |
| 308678 | 2006 DO54              | 24 de febrer de 2006   | Kitt Peak            | Spacewatch        |
| 308679 | 2006 DM62              | 25 de febrer de 2006   | Socorro              | LINEAR            |
| 308680 | 2006 DY62              | 25 de febrer de 2006   | Mayhill              | A. Lowe           |
| 308681 | 2006 DH63              | 27 de febrer de 2006   | Mayhill              | A. Lowe           |
| 308682 | 2006 DG86              | 24 de febrer de 2006   | Kitt Peak            | Spacewatch        |
| 308683 | 2006 DH88              | 24 de febrer de 2006   | Kitt Peak            | Spacewatch        |
| 308684 | 2006 DS96              | 24 de febrer de 2006   | Kitt Peak            | Spacewatch        |
| 308685 | 2006 DF102             | 25 de febrer de 2006   | Kitt Peak            | Spacewatch        |
| 308686 | 2006 DS103             | 25 de febrer de 2006   | Mount Lemmon         | Mt. Lemmon Survey |
| 308687 | 2006 DX109             | 25 de febrer de 2006   | Mount Lemmon         | Mt. Lemmon Survey |
| 308688 | 2006 DD113             | 27 de febrer de 2006   | Kitt Peak            | Spacewatch        |
| 308689 | 2006 DQ117             | 27 de febrer de 2006   | Kitt Peak            | Spacewatch        |
| 308690 | 2006 DN144             | 25 de febrer de 2006   | Mount Lemmon         | Mt. Lemmon Survey |
| 308691 | 2006 DS155             | 25 de febrer de 2006   | Kitt Peak            | Spacewatch        |
| 308692 | 2006 DX205             | 25 de febrer de 2006   | Kitt Peak            | Spacewatch        |
| 308693 | 2006 EK1               | 2 de març de 2006      | Nyukasa              | Nyukasa           |
| 308694 | 2006 EX5               | 2 de març de 2006      | Kitt Peak            | Spacewatch        |
| 308695 | 2006 EN12              | 2 de març de 2006      | Kitt Peak            | Spacewatch        |
| 308696 | 2006 EV12              | 2 de març de 2006      | Kitt Peak            | Spacewatch        |
| 308697 | 2006 EU19              | 2 de març de 2006      | Kitt Peak            | Spacewatch        |
| 308698 | 2006 FZ9               | 26 de març de 2006     | Reedy Creek          | J. Broughton      |
| 308699 | 2006 FH19              | 23 de març de 2006     | Mount Lemmon         | Mt. Lemmon Survey |
| 308700 | 2006 FE27              | 24 de març de 2006     | Mount Lemmon         | Mt. Lemmon Survey |

## 308701-308800
| Nom    | Designació provisional | Data de descobriment | Lloc de descobriment | Descobridor/s        |
| ------ | ---------------------- | -------------------- | -------------------- | -------------------- |
| 308701 | 2006 FR32              | 25 de març de 2006   | Kitt Peak            | Spacewatch           |
| 308702 | 2006 FU36              | 22 de març de 2006   | Catalina             | CSS                  |
| 308703 | 2006 FT39              | 24 de març de 2006   | Mount Lemmon         | Mt. Lemmon Survey    |
| 308704 | 2006 FL40              | 25 de març de 2006   | Kitt Peak            | Spacewatch           |
| 308705 | 2006 FW43              | 23 de març de 2006   | Catalina             | CSS                  |
| 308706 | 2006 FP49              | 25 de març de 2006   | Catalina             | CSS                  |
| 308707 | 2006 FC51              | 29 de març de 2006   | Socorro              | LINEAR               |
| 308708 | 2006 GD9               | 2 d'abril de 2006    | Kitt Peak            | Spacewatch           |
| 308709 | 2006 GZ11              | 2 d'abril de 2006    | Kitt Peak            | Spacewatch           |
| 308710 | 2006 GO16              | 2 d'abril de 2006    | Kitt Peak            | Spacewatch           |
| 308711 | 2006 GO27              | 2 d'abril de 2006    | Kitt Peak            | Spacewatch           |
| 308712 | 2006 GR29              | 2 d'abril de 2006    | Kitt Peak            | Spacewatch           |
| 308713 | 2006 GG34              | 7 d'abril de 2006    | Kitt Peak            | Spacewatch           |
| 308714 | 2006 GY35              | 7 d'abril de 2006    | Socorro              | LINEAR               |
| 308715 | 2006 GT36              | 8 d'abril de 2006    | Kitt Peak            | Spacewatch           |
| 308716 | 2006 GJ41              | 7 d'abril de 2006    | Catalina             | CSS                  |
| 308717 | 2006 GQ42              | 7 d'abril de 2006    | Catalina             | CSS                  |
| 308718 | 2006 GV47              | 9 d'abril de 2006    | Kitt Peak            | Spacewatch           |
| 308719 | 2006 GO52              | 2 d'abril de 2006    | Catalina             | CSS                  |
| 308720 | 2006 GX53              | 2 d'abril de 2006    | Kitt Peak            | Spacewatch           |
| 308721 | 2006 HG1               | 18 d'abril de 2006   | Palomar              | NEAT                 |
| 308722 | 2006 HT18              | 23 d'abril de 2006   | Piszkesteto          | K. Sarneczky         |
| 308723 | 2006 HZ20              | 20 d'abril de 2006   | Kitt Peak            | Spacewatch           |
| 308724 | 2006 HE24              | 20 d'abril de 2006   | Kitt Peak            | Spacewatch           |
| 308725 | 2006 HK25              | 20 d'abril de 2006   | Kitt Peak            | Spacewatch           |
| 308726 | 2006 HB28              | 20 d'abril de 2006   | Kitt Peak            | Spacewatch           |
| 308727 | 2006 HF29              | 21 d'abril de 2006   | Mount Lemmon         | Mt. Lemmon Survey    |
| 308728 | 2006 HP36              | 20 d'abril de 2006   | Catalina             | CSS                  |
| 308729 | 2006 HZ38              | 21 d'abril de 2006   | Kitt Peak            | Spacewatch           |
| 308730 | 2006 HR44              | 24 d'abril de 2006   | Mount Lemmon         | Mt. Lemmon Survey    |
| 308731 | 2006 HO48              | 24 d'abril de 2006   | Kitt Peak            | Spacewatch           |
| 308732 | 2006 HA49              | 25 d'abril de 2006   | Kitt Peak            | Spacewatch           |
| 308733 | 2006 HC69              | 24 d'abril de 2006   | Mount Lemmon         | Mt. Lemmon Survey    |
| 308734 | 2006 HU73              | 25 d'abril de 2006   | Kitt Peak            | Spacewatch           |
| 308735 | 2006 HO85              | 27 d'abril de 2006   | Kitt Peak            | Spacewatch           |
| 308736 | 2006 HP89              | 21 d'abril de 2006   | Catalina             | CSS                  |
| 308737 | 2006 HP97              | 30 d'abril de 2006   | Kitt Peak            | Spacewatch           |
| 308738 | 2006 HG99              | 30 d'abril de 2006   | Kitt Peak            | Spacewatch           |
| 308739 | 2006 HZ110             | 25 d'abril de 2006   | Kitt Peak            | Spacewatch           |
| 308740 | 2006 JC2               | 1 de maig de 2006    | Socorro              | LINEAR               |
| 308741 | 2006 JJ8               | 1 de maig de 2006    | Kitt Peak            | Spacewatch           |
| 308742 | 2006 JL14              | 4 de maig de 2006    | Siding Spring        | Siding Spring Survey |
| 308743 | 2006 JY30              | 3 de maig de 2006    | Mount Lemmon         | Mt. Lemmon Survey    |
| 308744 | 2006 JO37              | 5 de maig de 2006    | Kitt Peak            | Spacewatch           |
| 308745 | 2006 JR37              | 5 de maig de 2006    | Kitt Peak            | Spacewatch           |
| 308746 | 2006 JT37              | 5 de maig de 2006    | Mount Lemmon         | Mt. Lemmon Survey    |
| 308747 | 2006 JA39              | 6 de maig de 2006    | Mount Lemmon         | Mt. Lemmon Survey    |
| 308748 | 2006 JR44              | 6 de maig de 2006    | Mount Lemmon         | Mt. Lemmon Survey    |
| 308749 | 2006 JN45              | 8 de maig de 2006    | Mount Lemmon         | Mt. Lemmon Survey    |
| 308750 | 2006 JE49              | 1 de maig de 2006    | Kitt Peak            | Spacewatch           |
| 308751 | 2006 JA51              | 2 de maig de 2006    | Mount Lemmon         | Mt. Lemmon Survey    |
| 308752 | 2006 JG53              | 6 de maig de 2006    | Mount Lemmon         | Mt. Lemmon Survey    |
| 308753 | 2006 JD79              | 1 de maig de 2006    | Mauna Kea            | P. A. Wiegert        |
| 308754 | 2006 KX10              | 19 de maig de 2006   | Mount Lemmon         | Mt. Lemmon Survey    |
| 308755 | 2006 KD29              | 20 de maig de 2006   | Kitt Peak            | Spacewatch           |
| 308756 | 2006 KY33              | 20 de maig de 2006   | Kitt Peak            | Spacewatch           |
| 308757 | 2006 KL40              | 18 de maig de 2006   | Palomar              | NEAT                 |
| 308758 | 2006 KW42              | 20 de maig de 2006   | Mount Lemmon         | Mt. Lemmon Survey    |
| 308759 | 2006 KV52              | 21 de maig de 2006   | Kitt Peak            | Spacewatch           |
| 308760 | 2006 KE62              | 22 de maig de 2006   | Kitt Peak            | Spacewatch           |
| 308761 | 2006 KD65              | 23 de maig de 2006   | Mount Lemmon         | Mt. Lemmon Survey    |
| 308762 | 2006 KY101             | 27 de maig de 2006   | Kitt Peak            | Spacewatch           |
| 308763 | 2006 KU108             | 31 de maig de 2006   | Mount Lemmon         | Mt. Lemmon Survey    |
| 308764 | 2006 LF4               | 9 de juny de 2006    | Palomar              | NEAT                 |
| 308765 | 2006 OD1               | 19 de juliol de 2006 | Hibiscus             | S. F. Hoenig         |
| 308766 | 2006 OE4               | 21 de juliol de 2006 | Mount Lemmon         | Mt. Lemmon Survey    |
| 308767 | 2006 OO8               | 20 de juliol de 2006 | Palomar              | NEAT                 |
| 308768 | 2006 ON9               | 24 de juliol de 2006 | Hibiscus             | S. F. Hoenig         |
| 308769 | 2006 OB10              | 20 de juliol de 2006 | Palomar              | NEAT                 |
| 308770 | 2006 OS10              | 21 de juliol de 2006 | Catalina             | CSS                  |
| 308771 | 2006 OK13              | 21 de juliol de 2006 | Catalina             | CSS                  |
| 308772 | 2006 PU3               | 13 d'agost de 2006   | Palomar              | NEAT                 |
| 308773 | 2006 PU5               | 12 d'agost de 2006   | Palomar              | NEAT                 |
| 308774 | 2006 PU17              | 15 d'agost de 2006   | Palomar              | NEAT                 |
| 308775 | 2006 PE20              | 14 d'agost de 2006   | Siding Spring        | Siding Spring Survey |
| 308776 | 2006 PE22              | 15 d'agost de 2006   | Palomar              | NEAT                 |
| 308777 | 2006 PG24              | 12 d'agost de 2006   | Palomar              | NEAT                 |
| 308778 | 2006 PT24              | 12 d'agost de 2006   | Palomar              | NEAT                 |
| 308779 | 2006 PD28              | 14 d'agost de 2006   | Siding Spring        | Siding Spring Survey |
| 308780 | 2006 PO31              | 13 d'agost de 2006   | Siding Spring        | Siding Spring Survey |
| 308781 | 2006 PX32              | 15 d'agost de 2006   | Siding Spring        | Siding Spring Survey |
| 308782 | 2006 PH37              | 12 d'agost de 2006   | Palomar              | NEAT                 |
| 308783 | 2006 QP3               | 18 d'agost de 2006   | Socorro              | LINEAR               |
| 308784 | 2006 QR3               | 18 d'agost de 2006   | Socorro              | LINEAR               |
| 308785 | 2006 QQ20              | 18 d'agost de 2006   | Anderson Mesa        | LONEOS               |
| 308786 | 2006 QV22              | 19 d'agost de 2006   | Kitt Peak            | Spacewatch           |
| 308787 | 2006 QE24              | 17 d'agost de 2006   | Palomar              | NEAT                 |
| 308788 | 2006 QW25              | 19 d'agost de 2006   | Kitt Peak            | Spacewatch           |
| 308789 | 2006 QR26              | 19 d'agost de 2006   | Kitt Peak            | Spacewatch           |
| 308790 | 2006 QV28              | 21 d'agost de 2006   | Kitt Peak            | Spacewatch           |
| 308791 | 2006 QO35              | 17 d'agost de 2006   | Palomar              | NEAT                 |
| 308792 | 2006 QA40              | 19 d'agost de 2006   | Reedy Creek          | J. Broughton         |
| 308793 | 2006 QO47              | 20 d'agost de 2006   | Palomar              | NEAT                 |
| 308794 | 2006 QE49              | 21 d'agost de 2006   | Palomar              | NEAT                 |
| 308795 | 2006 QF50              | 22 d'agost de 2006   | Palomar              | NEAT                 |
| 308796 | 2006 QM52              | 23 d'agost de 2006   | Palomar              | NEAT                 |
| 308797 | 2006 QT56              | 24 d'agost de 2006   | Palomar              | NEAT                 |
| 308798 | 2006 QL57              | 26 d'agost de 2006   | La Canada            | J. Lacruz            |
| 308799 | 2006 QR59              | 19 d'agost de 2006   | Palomar              | NEAT                 |
| 308800 | 2006 QU59              | 19 d'agost de 2006   | Palomar              | NEAT                 |

## 308801-308900
| Nom            | Designació provisional | Data de descobriment   | Lloc de descobriment | Descobridor/s         |
| -------------- | ---------------------- | ---------------------- | -------------------- | --------------------- |
| 308801         | 2006 QJ61              | 22 d'agost de 2006     | Palomar              | NEAT                  |
| 308802         | 2006 QR81              | 24 d'agost de 2006     | Palomar              | NEAT                  |
| 308803         | 2006 QS82              | 27 d'agost de 2006     | Kitt Peak            | Spacewatch            |
| 308804         | 2006 QD83              | 27 d'agost de 2006     | Kitt Peak            | Spacewatch            |
| 308805         | 2006 QG87              | 27 d'agost de 2006     | Kitt Peak            | Spacewatch            |
| 308806         | 2006 QU98              | 22 d'agost de 2006     | Palomar              | NEAT                  |
| 308807         | 2006 QK101             | 19 d'agost de 2006     | Kitt Peak            | Spacewatch            |
| 308808         | 2006 QO103             | 27 d'agost de 2006     | Kitt Peak            | Spacewatch            |
| 308809         | 2006 QW112             | 24 d'agost de 2006     | Socorro              | LINEAR                |
| 308810         | 2006 QZ114             | 27 d'agost de 2006     | Anderson Mesa        | LONEOS                |
| 308811         | 2006 QG118             | 27 d'agost de 2006     | Anderson Mesa        | LONEOS                |
| 308812         | 2006 QZ118             | 28 d'agost de 2006     | Catalina             | CSS                   |
| 308813         | 2006 QD124             | 29 d'agost de 2006     | Anderson Mesa        | LONEOS                |
| 308814         | 2006 QJ126             | 16 d'agost de 2006     | Palomar              | NEAT                  |
| 308815         | 2006 QQ147             | 18 d'agost de 2006     | Kitt Peak            | Spacewatch            |
| 308816         | 2006 QR147             | 18 d'agost de 2006     | Kitt Peak            | Spacewatch            |
| 308817         | 2006 QQ161             | 19 d'agost de 2006     | Kitt Peak            | Spacewatch            |
| 308818         | 2006 QM163             | 29 d'agost de 2006     | Kitt Peak            | Spacewatch            |
| 308819         | 2006 QC164             | 29 d'agost de 2006     | Anderson Mesa        | LONEOS                |
| 308820         | 2006 QK164             | 29 d'agost de 2006     | Anderson Mesa        | LONEOS                |
| 308821         | 2006 QM164             | 29 d'agost de 2006     | Anderson Mesa        | LONEOS                |
| 308822         | 2006 QK170             | 26 d'agost de 2006     | Siding Spring        | Siding Spring Survey  |
| 308823         | 2006 QR170             | 20 d'agost de 2006     | Kitt Peak            | Spacewatch            |
| 308824         | 2006 QF184             | 18 d'agost de 2006     | Palomar              | NEAT                  |
| 308825 Siksika | 2006 RH3               | 14 de setembre de 2006 | Mauna Kea            | D. D. Balam           |
| 308826         | 2006 RJ5               | 14 de setembre de 2006 | Catalina             | CSS                   |
| 308827         | 2006 RV6               | 14 de setembre de 2006 | Catalina             | CSS                   |
| 308828         | 2006 RJ11              | 12 de setembre de 2006 | Catalina             | CSS                   |
| 308829         | 2006 RG16              | 14 de setembre de 2006 | Palomar              | NEAT                  |
| 308830         | 2006 RY19              | 15 de setembre de 2006 | Kitt Peak            | Spacewatch            |
| 308831         | 2006 RK21              | 15 de setembre de 2006 | Kitt Peak            | Spacewatch            |
| 308832         | 2006 RY25              | 14 de setembre de 2006 | Kitt Peak            | Spacewatch            |
| 308833         | 2006 RC31              | 15 de setembre de 2006 | Socorro              | LINEAR                |
| 308834         | 2006 RJ36              | 14 de setembre de 2006 | Palomar              | NEAT                  |
| 308835         | 2006 RU38              | 14 de setembre de 2006 | Catalina             | CSS                   |
| 308836         | 2006 RZ38              | 14 de setembre de 2006 | Palomar              | NEAT                  |
| 308837         | 2006 RW48              | 14 de setembre de 2006 | Kitt Peak            | Spacewatch            |
| 308838         | 2006 RV52              | 14 de setembre de 2006 | Kitt Peak            | Spacewatch            |
| 308839         | 2006 RY55              | 14 de setembre de 2006 | Kitt Peak            | Spacewatch            |
| 308840         | 2006 RC56              | 14 de setembre de 2006 | Kitt Peak            | Spacewatch            |
| 308841         | 2006 RV56              | 14 de setembre de 2006 | Kitt Peak            | Spacewatch            |
| 308842         | 2006 RW57              | 15 de setembre de 2006 | Kitt Peak            | Spacewatch            |
| 308843         | 2006 RA61              | 14 de setembre de 2006 | Palomar              | NEAT                  |
| 308844         | 2006 RP61              | 12 de setembre de 2006 | Catalina             | CSS                   |
| 308845         | 2006 RF62              | 12 de setembre de 2006 | Catalina             | CSS                   |
| 308846         | 2006 RL75              | 15 de setembre de 2006 | Kitt Peak            | Spacewatch            |
| 308847         | 2006 RU76              | 15 de setembre de 2006 | Kitt Peak            | Spacewatch            |
| 308848         | 2006 RP77              | 15 de setembre de 2006 | Kitt Peak            | Spacewatch            |
| 308849         | 2006 RF80              | 15 de setembre de 2006 | Kitt Peak            | Spacewatch            |
| 308850         | 2006 RS86              | 15 de setembre de 2006 | Kitt Peak            | Spacewatch            |
| 308851         | 2006 RZ86              | 15 de setembre de 2006 | Kitt Peak            | Spacewatch            |
| 308852         | 2006 RW88              | 15 de setembre de 2006 | Kitt Peak            | Spacewatch            |
| 308853         | 2006 RZ95              | 15 de setembre de 2006 | Kitt Peak            | Spacewatch            |
| 308854         | 2006 RG102             | 1 de setembre de 2006  | Crni Vrh             | Crni Vrh              |
| 308855         | 2006 RE104             | 11 de setembre de 2006 | Apache Point         | A. C. Becker          |
| 308856         | 2006 RS109             | 14 de setembre de 2006 | Mauna Kea            | J. Masiero            |
| 308857         | 2006 RX114             | 14 de setembre de 2006 | Mauna Kea            | J. Masiero            |
| 308858         | 2006 RB121             | 14 de setembre de 2006 | Kitt Peak            | Spacewatch            |
| 308859         | 2006 SG1               | 16 de setembre de 2006 | Kitt Peak            | Spacewatch            |
| 308860         | 2006 SJ1               | 16 de setembre de 2006 | Kitt Peak            | Spacewatch            |
| 308861         | 2006 SV4               | 16 de setembre de 2006 | Palomar              | NEAT                  |
| 308862         | 2006 SP5               | 16 de setembre de 2006 | Palomar              | NEAT                  |
| 308863         | 2006 SW6               | 17 de setembre de 2006 | Catalina             | CSS                   |
| 308864         | 2006 SD13              | 17 de setembre de 2006 | Catalina             | CSS                   |
| 308865         | 2006 SB15              | 17 de setembre de 2006 | Catalina             | CSS                   |
| 308866         | 2006 SU15              | 17 de setembre de 2006 | Catalina             | CSS                   |
| 308867         | 2006 SD23              | 17 de setembre de 2006 | Anderson Mesa        | LONEOS                |
| 308868         | 2006 SY25              | 16 de setembre de 2006 | Catalina             | CSS                   |
| 308869         | 2006 SS31              | 17 de setembre de 2006 | Kitt Peak            | Spacewatch            |
| 308870         | 2006 SX35              | 17 de setembre de 2006 | Anderson Mesa        | LONEOS                |
| 308871         | 2006 SW38              | 18 de setembre de 2006 | Kitt Peak            | Spacewatch            |
| 308872         | 2006 SB42              | 18 de setembre de 2006 | Anderson Mesa        | LONEOS                |
| 308873         | 2006 SO60              | 18 de setembre de 2006 | Catalina             | CSS                   |
| 308874         | 2006 SM61              | 16 de setembre de 2006 | Catalina             | CSS                   |
| 308875         | 2006 SA71              | 19 de setembre de 2006 | Kitt Peak            | Spacewatch            |
| 308876         | 2006 SU72              | 19 de setembre de 2006 | Kitt Peak            | Spacewatch            |
| 308877         | 2006 SF73              | 19 de setembre de 2006 | Kitt Peak            | Spacewatch            |
| 308878         | 2006 SC78              | 23 de setembre de 2006 | Piszkesteto          | K. Sarneczky, Z. Kuli |
| 308879         | 2006 SU78              | 16 de setembre de 2006 | Catalina             | CSS                   |
| 308880         | 2006 SJ90              | 18 de setembre de 2006 | Kitt Peak            | Spacewatch            |
| 308881         | 2006 SW92              | 18 de setembre de 2006 | Kitt Peak            | Spacewatch            |
| 308882         | 2006 SL96              | 18 de setembre de 2006 | Kitt Peak            | Spacewatch            |
| 308883         | 2006 SR103             | 19 de setembre de 2006 | Kitt Peak            | Spacewatch            |
| 308884         | 2006 ST109             | 20 de setembre de 2006 | Kitt Peak            | Spacewatch            |
| 308885         | 2006 SS133             | 17 de setembre de 2006 | Catalina             | CSS                   |
| 308886         | 2006 SE139             | 21 de setembre de 2006 | Anderson Mesa        | LONEOS                |
| 308887         | 2006 SY140             | 24 de setembre de 2006 | Anderson Mesa        | LONEOS                |
| 308888         | 2006 SE144             | 19 de setembre de 2006 | Kitt Peak            | Spacewatch            |
| 308889         | 2006 SV150             | 19 de setembre de 2006 | Kitt Peak            | Spacewatch            |
| 308890         | 2006 SU151             | 19 de setembre de 2006 | Kitt Peak            | Spacewatch            |
| 308891         | 2006 SY160             | 23 de setembre de 2006 | Kitt Peak            | Spacewatch            |
| 308892         | 2006 SC162             | 21 d'agost de 2001     | Kitt Peak            | Spacewatch            |
| 308893         | 2006 SL164             | 25 de setembre de 2006 | Kitt Peak            | Spacewatch            |
| 308894         | 2006 SA168             | 25 de setembre de 2006 | Kitt Peak            | Spacewatch            |
| 308895         | 2006 ST176             | 25 de setembre de 2006 | Kitt Peak            | Spacewatch            |
| 308896         | 2006 SF181             | 25 de setembre de 2006 | Mount Lemmon         | Mt. Lemmon Survey     |
| 308897         | 2006 SL183             | 25 de setembre de 2006 | Mount Lemmon         | Mt. Lemmon Survey     |
| 308898         | 2006 SU184             | 25 de setembre de 2006 | Mount Lemmon         | Mt. Lemmon Survey     |
| 308899         | 2006 SL198             | 29 de setembre de 2006 | Socorro              | LINEAR                |
| 308900         | 2006 SB199             | 24 de setembre de 2006 | Kitt Peak            | Spacewatch            |

## 308901-309000
| Nom    | Designació provisional | Data de descobriment   | Lloc de descobriment | Descobridor/s                          |
| ------ | ---------------------- | ---------------------- | -------------------- | -------------------------------------- |
| 308901 | 2006 SB203             | 25 de setembre de 2006 | Mount Lemmon         | Mt. Lemmon Survey                      |
| 308902 | 2006 SM206             | 25 de setembre de 2006 | Mount Lemmon         | Mt. Lemmon Survey                      |
| 308903 | 2006 SV231             | 26 de setembre de 2006 | Kitt Peak            | Spacewatch                             |
| 308904 | 2006 SK232             | 26 de setembre de 2006 | Kitt Peak            | Spacewatch                             |
| 308905 | 2006 SK234             | 26 de setembre de 2006 | Kitt Peak            | Spacewatch                             |
| 308906 | 2006 SY234             | 26 de setembre de 2006 | Kitt Peak            | Spacewatch                             |
| 308907 | 2006 SH236             | 28 d'agost de 2006     | Kitt Peak            | Spacewatch                             |
| 308908 | 2006 SW254             | 26 de setembre de 2006 | Mount Lemmon         | Mt. Lemmon Survey                      |
| 308909 | 2006 SQ261             | 26 de setembre de 2006 | Mount Lemmon         | Mt. Lemmon Survey                      |
| 308910 | 2006 SN264             | 26 de setembre de 2006 | Kitt Peak            | Spacewatch                             |
| 308911 | 2006 SW265             | 26 de setembre de 2006 | Kitt Peak            | Spacewatch                             |
| 308912 | 2006 SZ268             | 26 de setembre de 2006 | Kitt Peak            | Spacewatch                             |
| 308913 | 2006 SZ273             | 27 de setembre de 2006 | Mount Lemmon         | Mt. Lemmon Survey                      |
| 308914 | 2006 SM286             | 19 de setembre de 2006 | Catalina             | CSS                                    |
| 308915 | 2006 SG291             | 16 de setembre de 2006 | Siding Spring        | Siding Spring Survey                   |
| 308916 | 2006 SD292             | 27 de setembre de 2006 | Catalina             | CSS                                    |
| 308917 | 2006 SH296             | 25 de setembre de 2006 | Kitt Peak            | Spacewatch                             |
| 308918 | 2006 SD305             | 27 de setembre de 2006 | Kitt Peak            | Spacewatch                             |
| 308919 | 2006 SC316             | 27 de setembre de 2006 | Kitt Peak            | Spacewatch                             |
| 308920 | 2006 SO318             | 27 de setembre de 2006 | Kitt Peak            | Spacewatch                             |
| 308921 | 2006 SK319             | 27 de setembre de 2006 | Kitt Peak            | Spacewatch                             |
| 308922 | 2006 SA323             | 27 de setembre de 2006 | Kitt Peak            | Spacewatch                             |
| 308923 | 2006 SS325             | 27 de setembre de 2006 | Kitt Peak            | Spacewatch                             |
| 308924 | 2006 SR331             | 28 de setembre de 2006 | Kitt Peak            | Spacewatch                             |
| 308925 | 2006 SB333             | 28 de setembre de 2006 | Kitt Peak            | Spacewatch                             |
| 308926 | 2006 SF334             | 28 de setembre de 2006 | Kitt Peak            | Spacewatch                             |
| 308927 | 2006 SG336             | 28 de setembre de 2006 | Kitt Peak            | Spacewatch                             |
| 308928 | 2006 SE349             | 29 de setembre de 2006 | Socorro              | LINEAR                                 |
| 308929 | 2006 SE352             | 30 de setembre de 2006 | Catalina             | CSS                                    |
| 308930 | 2006 SW352             | 30 de setembre de 2006 | Catalina             | CSS                                    |
| 308931 | 2006 SM365             | 30 de setembre de 2006 | Mount Lemmon         | Mt. Lemmon Survey                      |
| 308932 | 2006 SO367             | 26 de setembre de 2006 | Catalina             | CSS                                    |
| 308933 | 2006 SQ372             | 27 de setembre de 2006 | Apache Point         | A. C. Becker, A. W. Puckett, J. Kubica |
| 308934 | 2006 SV372             | 25 de setembre de 2006 | Moletai              | Moletai                                |
| 308935 | 2006 SK383             | 29 de setembre de 2006 | Apache Point         | A. C. Becker                           |
| 308936 | 2006 SL391             | 18 de setembre de 2006 | Kitt Peak            | Spacewatch                             |
| 308937 | 2006 SN393             | 28 de setembre de 2006 | Mount Lemmon         | Mt. Lemmon Survey                      |
| 308938 | 2006 SF395             | 17 de setembre de 2006 | Mauna Kea            | J. Masiero                             |
| 308939 | 2006 SL397             | 25 de setembre de 2006 | Kitt Peak            | Spacewatch                             |
| 308940 | 2006 SS400             | 25 de setembre de 2006 | Kitt Peak            | Spacewatch                             |
| 308941 | 2006 SE406             | 19 de setembre de 2006 | Kitt Peak            | Spacewatch                             |
| 308942 | 2006 SV409             | 18 de setembre de 2006 | Anderson Mesa        | LONEOS                                 |
| 308943 | 2006 SL412             | 27 de setembre de 2006 | Mount Lemmon         | Mt. Lemmon Survey                      |
| 308944 | 2006 SO413             | 29 de setembre de 2006 | Anderson Mesa        | LONEOS                                 |
| 308945 | 2006 TY1               | 1 d'octubre de 2006    | Kitt Peak            | Spacewatch                             |
| 308946 | 2006 TZ11              | 15 d'octubre de 2006   | Piszkesteto          | K. Sarneczky, Z. Kuli                  |
| 308947 | 2006 TV13              | 10 d'octubre de 2006   | Palomar              | NEAT                                   |
| 308948 | 2006 TC14              | 10 d'octubre de 2006   | Palomar              | NEAT                                   |
| 308949 | 2006 TG15              | 19 de setembre de 2006 | Kitt Peak            | Spacewatch                             |
| 308950 | 2006 TJ16              | 11 d'octubre de 2006   | Kitt Peak            | Spacewatch                             |
| 308951 | 2006 TX16              | 11 d'octubre de 2006   | Kitt Peak            | Spacewatch                             |
| 308952 | 2006 TF24              | 12 d'octubre de 2006   | Kitt Peak            | Spacewatch                             |
| 308953 | 2006 TG32              | 12 d'octubre de 2006   | Kitt Peak            | Spacewatch                             |
| 308954 | 2006 TU35              | 12 d'octubre de 2006   | Kitt Peak            | Spacewatch                             |
| 308955 | 2006 TS36              | 12 d'octubre de 2006   | Kitt Peak            | Spacewatch                             |
| 308956 | 2006 TA38              | 12 d'octubre de 2006   | Kitt Peak            | Spacewatch                             |
| 308957 | 2006 TA42              | 12 d'octubre de 2006   | Kitt Peak            | Spacewatch                             |
| 308958 | 2006 TK44              | 12 d'octubre de 2006   | Kitt Peak            | Spacewatch                             |
| 308959 | 2006 TA46              | 12 d'octubre de 2006   | Kitt Peak            | Spacewatch                             |
| 308960 | 2006 TL46              | 12 d'octubre de 2006   | Kitt Peak            | Spacewatch                             |
| 308961 | 2006 TJ47              | 12 d'octubre de 2006   | Kitt Peak            | Spacewatch                             |
| 308962 | 2006 TU50              | 12 d'octubre de 2006   | Kitt Peak            | Spacewatch                             |
| 308963 | 2006 TE61              | 15 d'octubre de 2006   | Catalina             | CSS                                    |
| 308964 | 2006 TH65              | 11 d'octubre de 2006   | Palomar              | NEAT                                   |
| 308965 | 2006 TG67              | 11 d'octubre de 2006   | Palomar              | NEAT                                   |
| 308966 | 2006 TD69              | 11 d'octubre de 2006   | Palomar              | NEAT                                   |
| 308967 | 2006 TH70              | 11 d'octubre de 2006   | Kitt Peak            | Spacewatch                             |
| 308968 | 2006 TL74              | 11 d'octubre de 2006   | Palomar              | NEAT                                   |
| 308969 | 2006 TK77              | 11 d'octubre de 2006   | Palomar              | NEAT                                   |
| 308970 | 2006 TP87              | 13 d'octubre de 2006   | Kitt Peak            | Spacewatch                             |
| 308971 | 2006 TJ96              | 12 d'octubre de 2006   | Palomar              | NEAT                                   |
| 308972 | 2006 TA97              | 20 de novembre de 2001 | Socorro              | LINEAR                                 |
| 308973 | 2006 TH99              | 15 d'octubre de 2006   | Kitt Peak            | Spacewatch                             |
| 308974 | 2006 TQ99              | 15 d'octubre de 2006   | Kitt Peak            | Spacewatch                             |
| 308975 | 2006 TY99              | 15 d'octubre de 2006   | Kitt Peak            | Spacewatch                             |
| 308976 | 2006 TH102             | 15 d'octubre de 2006   | Kitt Peak            | Spacewatch                             |
| 308977 | 2006 TU103             | 15 d'octubre de 2006   | Kitt Peak            | Spacewatch                             |
| 308978 | 2006 TJ114             | 1 d'octubre de 2006    | Apache Point         | A. C. Becker                           |
| 308979 | 2006 TZ116             | 3 d'octubre de 2006    | Apache Point         | A. C. Becker                           |
| 308980 | 2006 TB118             | 3 d'octubre de 2006    | Apache Point         | A. C. Becker                           |
| 308981 | 2006 TM123             | 1 d'octubre de 2006    | Kitt Peak            | Spacewatch                             |
| 308982 | 2006 TK124             | 2 d'octubre de 2006    | Mount Lemmon         | Mt. Lemmon Survey                      |
| 308983 | 2006 TY128             | 2 d'octubre de 2006    | Mount Lemmon         | Mt. Lemmon Survey                      |
| 308984 | 2006 TB130             | 2 d'octubre de 2006    | Kitt Peak            | Spacewatch                             |
| 308985 | 2006 UA1               | 16 d'octubre de 2006   | Altschwendt          | W. Ries                                |
| 308986 | 2006 UK10              | 26 de setembre de 2006 | Mount Lemmon         | Mt. Lemmon Survey                      |
| 308987 | 2006 UX10              | 17 d'octubre de 2006   | Mount Lemmon         | Mt. Lemmon Survey                      |
| 308988 | 2006 UE13              | 17 d'octubre de 2006   | Mount Lemmon         | Mt. Lemmon Survey                      |
| 308989 | 2006 UK16              | 17 d'octubre de 2006   | Mount Lemmon         | Mt. Lemmon Survey                      |
| 308990 | 2006 UG17              | 16 d'octubre de 2006   | Kitt Peak            | Spacewatch                             |
| 308991 | 2006 UP20              | 3 d'octubre de 2006    | Kitt Peak            | Spacewatch                             |
| 308992 | 2006 UX24              | 16 d'octubre de 2006   | Kitt Peak            | Spacewatch                             |
| 308993 | 2006 UD32              | 16 d'octubre de 2006   | Kitt Peak            | Spacewatch                             |
| 308994 | 2006 UE35              | 16 d'octubre de 2006   | Kitt Peak            | Spacewatch                             |
| 308995 | 2006 UY36              | 16 d'octubre de 2006   | Kitt Peak            | Spacewatch                             |
| 308996 | 2006 UV37              | 16 d'octubre de 2006   | Kitt Peak            | Spacewatch                             |
| 308997 | 2006 UD39              | 16 d'octubre de 2006   | Kitt Peak            | Spacewatch                             |
| 308998 | 2006 UJ39              | 16 d'octubre de 2006   | Kitt Peak            | Spacewatch                             |
| 308999 | 2006 UJ42              | 16 d'octubre de 2006   | Kitt Peak            | Spacewatch                             |
| 309000 | 2006 UH44              | 16 d'octubre de 2006   | Kitt Peak            | Spacewatch                             |